# Giacăș, Sibiu

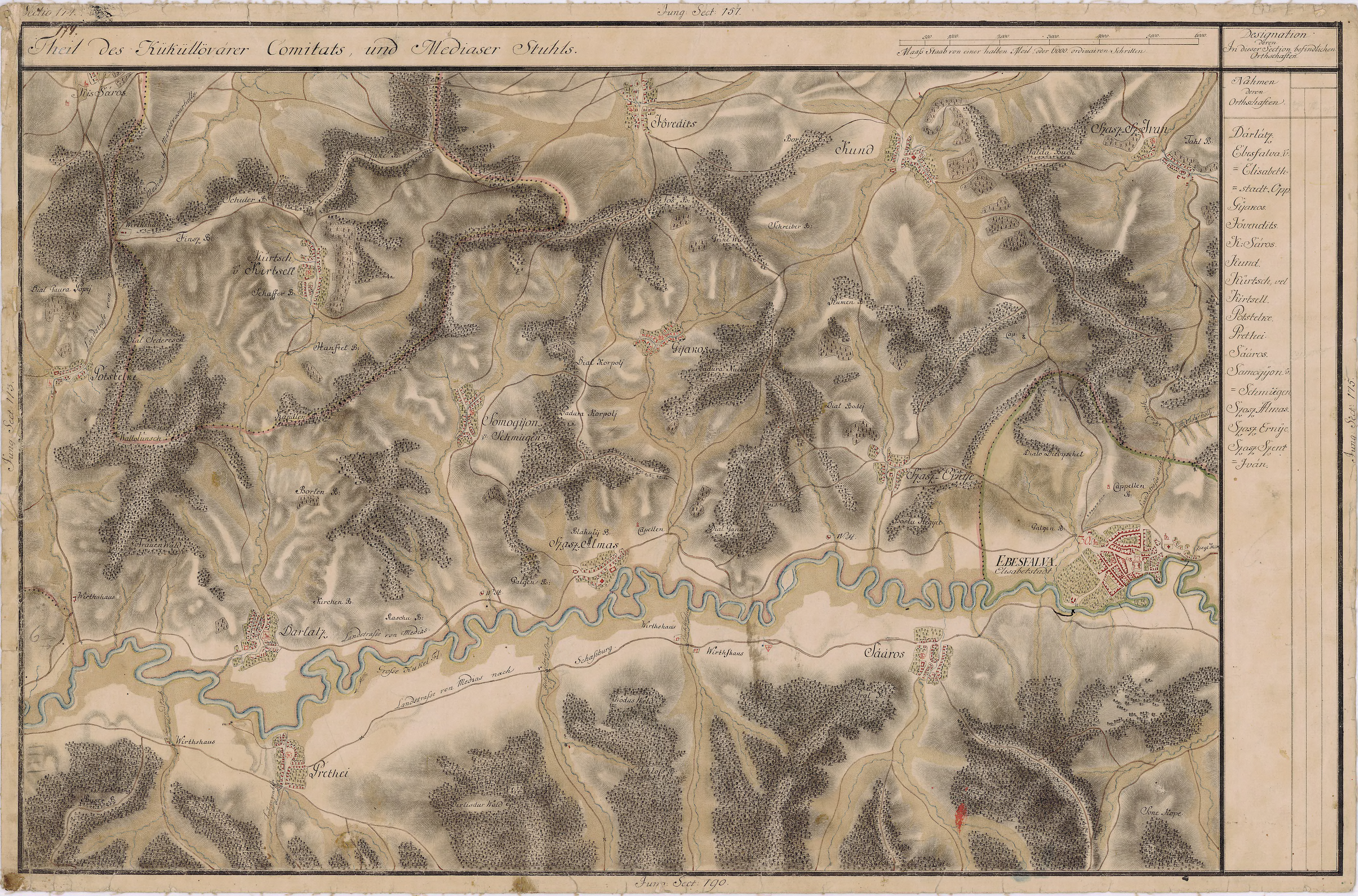
Giacăș în Harta Iosefină a Transilvaniei, 1769-73

Giacăș, mai demult Geacăș, Giacoș, Giacheș (în dialectul săsesc Gogeschderf, în germană Gogeschdorf, Jakobsdorf, în maghiară Gyákos, Jakabfája) este un sat în comuna Alma din județul Sibiu, Transilvania, România. Se află în partea de nord a județului, în Podișul Târnavelor.

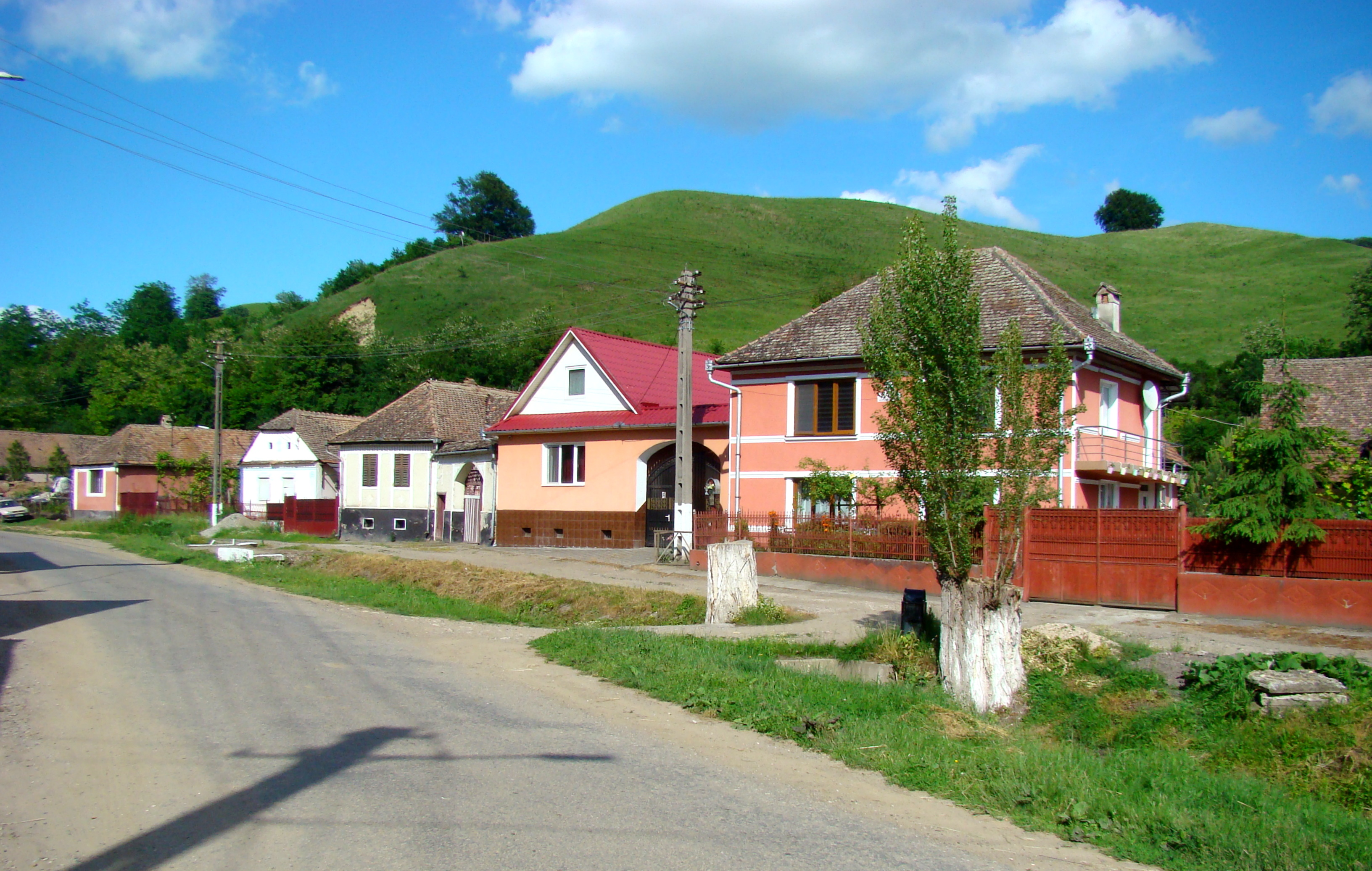
Uliță din Giacăș

## Istoric
Numele Giacăș provine din antroponimul german Jakob, satul lui Iacob . În Transilvania medievală au existat și alte sate care au purtat oiconimul Jakobsdorf: Iacobeni (județul Sibiu) și Sâniacob (județul Bistrița). Din 1337, când cunoaște prima atestare documentară, așezarea este menționată în forma possesio Gyakteluk, Gyakusteleky (1337), Gyaktelke (1351), Gyakus (1360), Gyakos (1435), Kekes (1496) , Gijeke (1733 – în conscripția Klein), Gzsakes (1750 – în conscripția Aaron), Fákos, Gyákos (1760-1762 – în conscripția Buccow), Gyákos (1805 – în conscripția Dósa), Gyákos, Iagekobsdorf, Giacheș, Giacăș (1854 – în Buletinul Guberniului Provinciale pentru Marele Principat Transilvania).    
În secolul al XIV-lea, moșia Giacăș a aparținut urmașilor banului Symon de Szalók. Conform documentul din 1337, care reprezintă prima atestare documentară a localității, Giacășul aparținea fiului lui Symon, Mihail (Mychaelis), care avea în proprietate și moșiile Alma și Șmig. Moșia Giacăș, alături de Alma, Șmig, Dârlos și Băbuț, este obiectul litigiului dintre fiul banului Symon, Nicolae de Dârlos, și fii fratelui său, Mihail de Alma și Șmig (Jacob, Petrus, Johann și Symon). Conflictul, care a marcat relațiile dintre ei un număr mare de ani, s-a stins în anul 1360 prin intervenția capitlului din Alba Iulia . Conform documentului emis de această instanță, moșia Giacăș a revenit fiilor lui Mihail de Alma și Șmig.   
Mihail și fiii săi, Iacob (Jacob), Simion (Symon) și Ioan (Johann), au înstrăinat proprietatea în favoarea comitelui Apor, fiul lui Ladislau. Această informație este cuprinsă într-un document emis la 1 mai 1399  de capitlul bisericii Transilvaniei. Conform acestui document, Anna, soția lui Mihail de Zombor, a prezentat instanței bisericești șase documente privind opt moșii, printre ele numărându-se Giacăș (Gyakusteleky), Cund și Ernea. Dintr-unul dintre aceste documente reiese că trecerea proprietății Giacăș în posesia lui Apor s-a făcut în bună înțelegere (super concordia inter comitem Michaelem filium Symonis quondam bani, Petrum, Johannem et Symonem filios eiusdem ab una et comitem Apoor, filium Ladislai et Ladislaum filium eiusdem), dar, ulterior, moșia fost obiectul unui litigiu între Ștefan, pe de o parte, și Petru, fiul lui George, și Ladislau, fiul lui Emeric, pe de altă parte (inter Stephanum germanum Balaad ab una et Petrium filium Georgii ac Ladislaum filium Emerici parte).  
În câteva documente emise la mijlocul secolului al XV-lea sunt menționați nobili cu proprietăți în Alma și Șmig, implicați în reglementarea unor litigii. Mihail de Alma (Michael de Almas) este martor, alături de Georg Thobiassy (Georgius Thabiasy) la punerea în posesia sașilor din Cele șapte scaune a domeniului Tălmaciu . Documentul este emis la 2 martie 1453, la Viena, de regele Ungariei, Ladislau al V-lea de Habsburg. 
Ioan, fiul lui Petru de Șmig (Johane filio Petri de Somogyon) este amintit într-un document emis, în 9 decembrie 1467, de Conventul din Cluj-Mănăștur. Actul, redactat pe pergament, cuprinde un raport adresat regelui Ungariei, Matia Corvin, despre punerea în proprietatea lui Ioan de Iernut a unor moșii și despre împotrivirea dominicanilor din Sighișoara față de dania proprietății Albești . 
Nicolae de Șmig (Nicolaus de Somogyom) este menționat la 26 aprilie 1468, într-un document emis de regele Ungariei, Matia Corvin, în tabăra militară de lângă Laa, ca reprezentant al autorităților (homo regius). Actul cere capitlului din Alba Iulia să pună în stăpânirea unor moșii, cum ar fi Mălâncrav și Roandola, pe Nicolae Csupor, voievodul Transilvaniei . Soția lui Nicolae de Șmig, Potencia (Potencia vocatis Nicolavi de Somogyom consortibus), este menționată în trei ample documente în limba latină, emise în 12 iulie 1448, 22 mai 1449 și 17 octombrie 1451 . Cele trei acte, aflate unul în completarea celuilalt, reglementează disputa dintre comunitățile din Dumitru și Târpiu și nobilii din Sângeorz. Locuitorii celor două sate au cumpărat de la nobilii din Sângeoz prediile Fatha, Bachna, Czege și Terekws. Cumpărarea acestor moșii este confirmată de comitele secuilor, Reinhold de Rozgony. Conflictul între cele două părți a izbucnit pentru că cei care au achiziționat prediile nu au plătit restul sumei datorată nobililor de Sângeorz. Litigiul se stinge după primirea sumei cuvenite.  
Petru de Șmig (Petrus de Somogyom) este menționat în anul 1467, 4 august, într-un document emis de voievodul Transilvaniei, Ioan de Szentgyörgyi, la Căpâlna de Jos. Actul reglementează înțelegerea dintre Ecaterina, văduva lui Ioan Doren din Mediaș și văduva lui Toma Balad din Chendu privind stăpânirea unor moșii. Printre nobilii care sunt martorii înțelegerii este menționat, pe lângă Petru din Șmig, Georg Thobiassy din Ațel , fiul sasului Valentin de Alma.

## Parohia evanghelică
Sașii care au întemeiat comunitatea din Jacobsdorf erau, la venire, catolici. Ulterior, sub influența Reformei religioase, au trecut la luteranism. Parohia luterană din Giacăș își are începutul în jurul anului 1638, când este atestat pastorul Kusch Johann. Până în 1672, pastorii care s-au aflat în fruntea comunității evaghelice sunt vag cunoscuți: Roth Georg (cca. 1650), Sutoris Georg (cca. 1652), Gooas Johann (cca. 1557) și Sotzius Thomas Zendersch (cca. 1661). În perioada 1672-1689, a activat Fabritius Johan, fost predicator în Iacobeni, decedat în 28.11,1689. Au urmat Francisci Martin (1689-1696) și Hungerus Hathias (1708-1735), decedați în 1696, respectiv 1735. Ultimul menționat a activat inițial în cadrul parohiei din Șaroș. Următorii păstoresc în Giacăș perioade relativ scurte: Czelgi Georg (1735-1742), Tellmann Stefan (1742-1750), Weber Michael (1750-1755). Urmașii lor rămân o perioada ceva mai lungă în fruntea comunității evanghelice: Gottschling Josef (1755-1767), Scharpel Elias (1767-1806). După o perioadă relativ scurtă de păstorire a lui Beschner Martin (1806-1811), urmează doi preoți care au rămas la Giacăș o perioadă lungă de timp: Reuas Leonhard (1811-1842) și Grummes Andreas (1842-1871). Ultimii doi slujitori ai altarului bisericii luterane au fost Mild Andreas (1872-1881), care va pleca la Șmig, și Hadydl Johann (1884-1915), în perioada 1881-1884, parohia fiind vacantă . După 1915 nu mai există parohie de sine-stătătoare, în biserica de aici slujind preoți din comuna vecină, Cund. Unul dintre aceștia este preotul Friedric Thumes, care activat în perioada interbelică. 
Informații certe despre numărul credincioșilor luterani din Giacăș există începând cu anul 1850. La recensământul realizat la mijlocul secolului al XIX-lea de administrația austriacă au fost înregistrați 35 de credincioși evanghelici . În 1880, numărul lor este 26 , iar în 1930 - 21.
În statistica moșiilor din plasa Dumbrăveni, realizată în anul 1920, biserica luterană din Giacăș figurează cu o proprietate totală de 26 iugăre 502 stânjeni, din care 5 iugăre 551 stânjeni teren arabil, 1 iugăr 1027 stânjeni fânaț, 15 iugăre 880 stânjeni pășune .
Din declarația fiscală, întocmită de biserica luterană în anul 1929, reiese că avea în proprietate o suprafață totală de 27 iugăre 253 stânjeni. În intravilanul satului deținea un cimitir de 246 stânjeni, două grădini de 110 și, respectiv, 484 stânjeni, o casă parohială cu curte de 330 stânjeni, o biserică cu 133 stânjeni și 48 stânjeni. În extravilan avea terenuri în punctele În față, În groapa viilor și În poiană. În punctul numit În față deținea trei proprietăți: 1 iugăr 1027 stânjeni pășune, 2 iugăre 993 stânjeni și, respectiv, 1 iugăr 251 stânjeni pădure. În groapa viilor deținea 1455 stânjeni de teren arabil. În poiană avea patru terenuri arabile, cu suprafețele de 787 stânjeni, 1148 stânjeni, 1 iugăr 1275 stânjeni și 9 iugăre 1204 stânjeni. La acestea se adăuga 1420 stânjeni de teren cositor . Din cauza numărului redus de credincioși evanghelici și în conformitatea cu Legea pentru reformă agrară, Comisia de ocol din Ibașfalău emite un ordin de expropriere. Dezbaterea a avut loc în 3 aprilie 1923, în localul primăriei Giacăș, în prezența avocatului Henric Bock din partea bisericii și a delegaților sătenilor Niculae Almășan și Istrate Marin. Comisia a decis să declare ca expropriată, în folosul Statului, pentru cauză de utilitate publică, moșia proprietate a bisericii luterane din Giacăș, înscrisă în cartea funduară cu numărul 59. Terenul expropriat este de 20 iugăre 581 stânjeni, pentru care se fixează o despăgubire de 800 lei/iugăr arabil, 500 lei/iugăr pășune și 1000 lei/iugăr fânaț. Au rămas în proprietatea bisericii lăcașul de cult, casa parohială cu o grădină de 264 stânjeni, cimitirul de 110 stânjeni și 2 iugăre 993 stânjeni de pădure . Decizia de expropriere nu a fost pusă în aplicare imediat și, o vreme, reprezentanții bisericii luterane au continuat să declare averea și să plătească impozit. Preotul Friedric Thumes din Cund, care administra biserica evanghelică a Giacășului ca filie, a refuzat în 24 iulie 1939 să plătească impozitul și amenda pentru sumele neachitate anterior, justificând că o parte a terenurilor au fost expropriate prin reforma agrară . Lucrurile au fost tergiversate și abia în 25 noiembrie 1942, autoritățile cer un duplicat la decizia din 1923 a Comisiei de ocol Ibașfalău, pentru a constata exproprierea. Cercetările au fost făcute de un controlor al Administrației financiare, care a ajuns la concluzia că exproprierea a fost realizată în 1929.            
Comunitatea evanghelică a avut biserică veche și o casa parohială din piatră, acoperită cu țiglă și compusă din trei camere și dependințe. Biserica a fost transformată, în timpul regimului comunist, în cămin cultural. A fost demolată în anul 1969, fiind totuși inclusă pe lista monumentelor istorice dispărute. Inventarul realizat în 3 octombrie 1928 indică un număr redus de obiecte de cult: un potir dăruit, 14 scaune și un clopot. Obiectele de cult, orga, altarul și icoanele au fost duse în Cund. Doar unul dintre clopotele vechi se mai păstrează la Biserica Ortodoxă din Giacăș, fiind folosit, datorită rezonanței sale, numai când este vreme rea. 

## Parohia greco-catolică
În Evul mediu, populația românească a satului Giacăș a fost de confesiune ortodoxă, convertirea la greco-catolicism realizându-se, foarte probabil, la începutul secolului al XVIII-lea. Conscripția episcopului Ioan Inochentie Micu Klein din 1733 a recenzat, în acest sat, 140 de greco-catolici, care aveau lăcaș de cult și casă parohială. În proprietatea bisericii se afla, la acea dată, un teren arabil de trei iugăre și o fâneață, din care se strângeau două care cu fân . Statistica românilor din Ardeal, realizată de administrația austriacă în anii 1760-1762, înregistrează, în această comunitate, un preot greco-catolic fără credincioși și 58 de familii ortodoxe . În Tabela rectificationis anni 1788-1789 pagi Gyakas praeftandae contributionis ordinariorum seu civilium contribuentium INCL: comitatus Küküllo este menționat preotul unit George (Poppa Georg unit) , același cu cel menționat de conscripția Buccow sau un urmaș.  Din analiza comparativă a celor două statistici deducem că revenirea la ortodoxie a comunității greco-catolice din Giacăș s-a petrecut probabil pe la mijlocul secolului al XVIII-lea, pe fondul nemulțumirilor generate de nerespectarea promisiunilor făcute de habsburgi. 
Comunitatea nu a rămas însă ortodoxă, ci a revenit la greco-catolicism, așa cum se consemnează în Șematismele Arhidiecezei de Alba Iulia și Făgăraș din secolul al XIX-lea. Data nu este cunoscută cu certitudine, dar se presupune că ar fi fost în jurul anului 1812 . Conform recensământului din 1850, la mijlocul secolului al XIX-lea, parohia greco-catolică din Giacăș avea 283 credincioși . Numărul lor, înregistrat în recensămintele ulterioare, este în continuă creștere: 307 în 1857  și 328 în 1869. Recensământul din 1880 înregistrează 270 greco-catolici, o cifră semnificativ scăzută față de anul 1869 .  Această diminuare numerică este generată de scăderea populației satului și nu de orientarea către altă confesiune. De altfel, pe măsură ce populația crește, numărul credincioșilor greco-catolici intră și el pe trendul ascendent. Astfel, în 1890 sunt înregistrați 291 greco-catolici , în 1910 – 293, iar în 1930 - 415. Interzicerea cultului greco-catolic în anul 1948 a dus la desființarea parohiei, credincioșii devenind ortodocși. După revoluția din decembrie 1989 nu s-a mai revenit la greco-catolicism. 
Biserica veche a fost construită inițial din lemn și apoi din piatră. Ei i se adăuga o casă parohială din lemn . Casa parohială din piatră, cu trei camere, a fost ridicată în anul 1891 . Biserica greco-catolică actuală, cu hramul Sfinților Arhangheli Mihail și Gavril, a fost zidită în 1908, în timpul păstoririi preotului George Vamoș, din fonduri provenite de la credincioși. Statul austro-ungar a contribuit cu 200 de coroane. Lucrările au fost executate de antreprenorul sas Adolf Schesch din Dumbrăveni, pentru suma de 6800 de coroane. Biserica are fundația din piatră și elevația din cărămidă și a fost acoperită cu țiglă, înlocuită recent cu tablă care imită țigla. Lăcașul de cult are formă de navă, divizată în pronaos, naos și altar. Altarul este prevăzut cu un fel de absidă cu trei laturi. De-o parte și de alta a naosului există câte cinci ferestre, datorită cărora interiorul bisericii este bine iluminat. La intrarea în biserică s-a amenajat un mic pridvor, iluminarea lui asigurându-se prin ușa de intrarea, terminată semicircular. Deasupra pridvorului și a pronaosului a fost așezat un turn, străpuns mai întâi de o fereastră, poziționată deasupra intrării și apoi de patru ferestre, câte una pentru fiecare latură. A fost a acoperit cu tablă zincată, care a permis decorarea specific bizantină, și are deasupra o cruce. În turn se găsesc trei clopote, două mari, inscripționate cu anul 1927, turnate la Oituz, și unul mai mic, realizat în anul 1925 la Sighișoara. Asupra bisericii s-a intervenit cu diverse lucrări, de-a lungul timpului, cele mai însemnate făcându-se în timpul păstoririi preotului Nicolae Cișmaș. În anul 2008 a fost renovat exteriorul lăcașului de cult, reînnoindu-se tencuiala și acoperișul. Din anul 2009 s-a trecut la renovarea interiorului, înlocuindu-se instalația electrică, tavanul și pregătindu-se suprafețele pentru pictura în tehnica frecă. În anii 2010-2013, interiorul bisericii a fost pictat de Daniel Tuluc din Cluj-Napoca. Concomitent, a fost înlocuit iconostasul de zidărie cu unul din lemn sculptat de meșterul Nicolae Câmpean din Sânmarghita (Gherla). Din toamna anului 2013, biserica are încălzire centrală, posibilă prin amenajare unei anexe pentru centrala termică. Costurile modernizărilor au fost suportate de Secretariatul de Stat pentru Culte, Primăria Alma și credincioșii din Giacăș . Curentul a fost introdus în anul 1965, cheltuielile fiind susținute de Zosim Stoica. Tot el a donat gardul de fier, care împrejmuiește biserica.
La reforma agrară din 1921, biserica greco-catolică a fost împroprietărită cu 15 iugăre de pământ, din care 10 iugăre pentru preot, 2 iugăre destinate cantorului și 3 iugăre pentru nevoile bisericești. Acestea s-au adăugat la pământul deținut anterior în proprietate, astfel încât biserica a avut, în perioada interbelică, o suprafață totală de 22 iugăre 1328 stânjeni. În declarația Bisericii greco-catolice din Giacăș despre averea mobiliară pentru echivalent din 1929, preotul paroh George Vamoș precizează că, în intravilanul satului Giacăș, biserica deține o casă parohială cu curte de 234 stânjeni, un lot cu biserică de 39 stânjeni, un cimitir de 819 stânjeni și trei grădini de 196, 933 și 137 stânjeni. Biserica a deținut în extravilan un cimitir, în punctul La ulmi, de 800 stânjeni, un teren arabil de 1004 stânjeni, aflat în locul numit În groapa viilor. Cele mai multe loturi le avea în punctul În poiană: două terenuri arabile de 5 iugăre 18 stânjeni și 1290 stânjeni și 6 loturi pentru fân de 5 iugăre 167 stânjeni, 1 iugăr 900 stânjeni, 594, 359, 730 și 1054 stânjeni. Din totalul făcut de preot aflăm că pentru 8 iugăre 1370 stânjeni arabile, 1 iugăr 266 stânjeni grădină și 11 iugăre 1200 stânjeni fâneață plătea impozit. Era scutite de impozite cimitirele, biserica și casa parohială, adică 1 iugăr 692 stânjeni . 
Un inventar realizat de preotul George Vamoș în 3 octombrie 1928, arată numărul redus al obiectelor bisericești deținute: un potir de tinichea, patru sfeșnice, zece icoane, trei candele, patru prapori, patru ornamente bisericești, 18 scaune și cărți bisericești în valoare de 1500 lei. Valoarea totală a obiectelor enumerate, la care se adăuga clopotele, era de 18.900 lei . În 22 ianuarie 1944, preotul Marian Boian, cerea Administrației financiare să scutească biserica de impozit datorită valorii mici an bunurilor sale și pentru că aveau în proiect repararea bisericii și edificarea unei case parohiale noi. Din documentul amintit reiese că biserica greco-catolică din Giacăș a avut o clădire destinată școlii confesionale, cedată administrației locale pentru desfășurarea cursurilor școlii primare de stat . Cererea nu înduioșează autoritățile care cer plata unui impozit de 911 lei, majorat cu 50% pentru întârziere . Parohia greco-catolică din Giacăș a avut ca filie, pentru o perioadă scurtă, în a doua jumătate a secolului al XIX-lea, Alma, iar în perioada interbelică satul Cund. Situația acesteia din urmă a fost descrisă de administratorul parohial interimar al Giacășului și Cundului, Teodor Moldovan, în 26 decembrie 1946. Slujbele erau oficiate, în Cund, într-o capelă improvizată într-o casă închiriată .  
Primul preot greco-catolic cunoscut a fost Vasile (Vasilie). Ulterior, comunitatea a fost păstorită de preotul Elia (Ilie) Munteanu, amintit de documente prin anul 1842. Lui i-a urmat, din 1885, preotul George Vamoș (Georgiu Vamosiu). Numele său apare scris în documente în forma Gheorghe Vamoș, Georgiu Vamoșiu și George Vamoș. Din Conscripția nominală a sufletelor din parohia Giacoș, realizată în anul 1903, aflăm că preotul George Vamoș s-a născut în 28 aprilie 1862. S-a căsătorit, în 11 august 1885, în anul în care a preluat parohia greco-catolică din Giacăș, cu Filomena Muntean și au avut nouă feciori (George, Eugeniu, Emiliu, Nicolau, Ioan, Ilie, Victor, Aurel și Alexandru) și trei fete (Filomena, Valentina și Veturia). Dintre copii, s-a stins primul Emiliu, în 1904,  urmat de Nicolau, în 1914, Ilie, în 1925 și Ioan în 1927.  Preotul George Vamoș a păstorit comunitatea greco-catolică până în 1939, când a cedat locul fiului său, Victor Vamoș. A activat și ca învățător (docente) la școala confesională a comunității greco-catolice. A trecut în neființă în 15 februarie 1945, soția sa părăsind această lume ceva mai devreme, în 4 septembrie 1943. În timpul păstoririi sale și a antecesorului său cantor a fost George Munteanu, urmat de Alesiu Pop și Octavian Popoviciu . 
Preotul Victor Vamoș a păstorit comunitatea greco-catolică din Giacăș pentru scurtă vreme, trecând în neființă în 18 septembrie 1941, așa cum reiese din Conscripția nominală a sufletelor din parohia Giacoș din 1903, completată de administratorul parohial Teodor Moldovan, în 1947. Lui i-au urmat, pentru perioade scurte preoții Ioan Alexandru Boldor (1942-1943), Radu Gheorghe (1943), Marian Boian (1943-1945) și Teodor Moldovan (1946-1948). Cu cel din urmă s-a încheiat seria preoților greco-catolici din Giacăș.

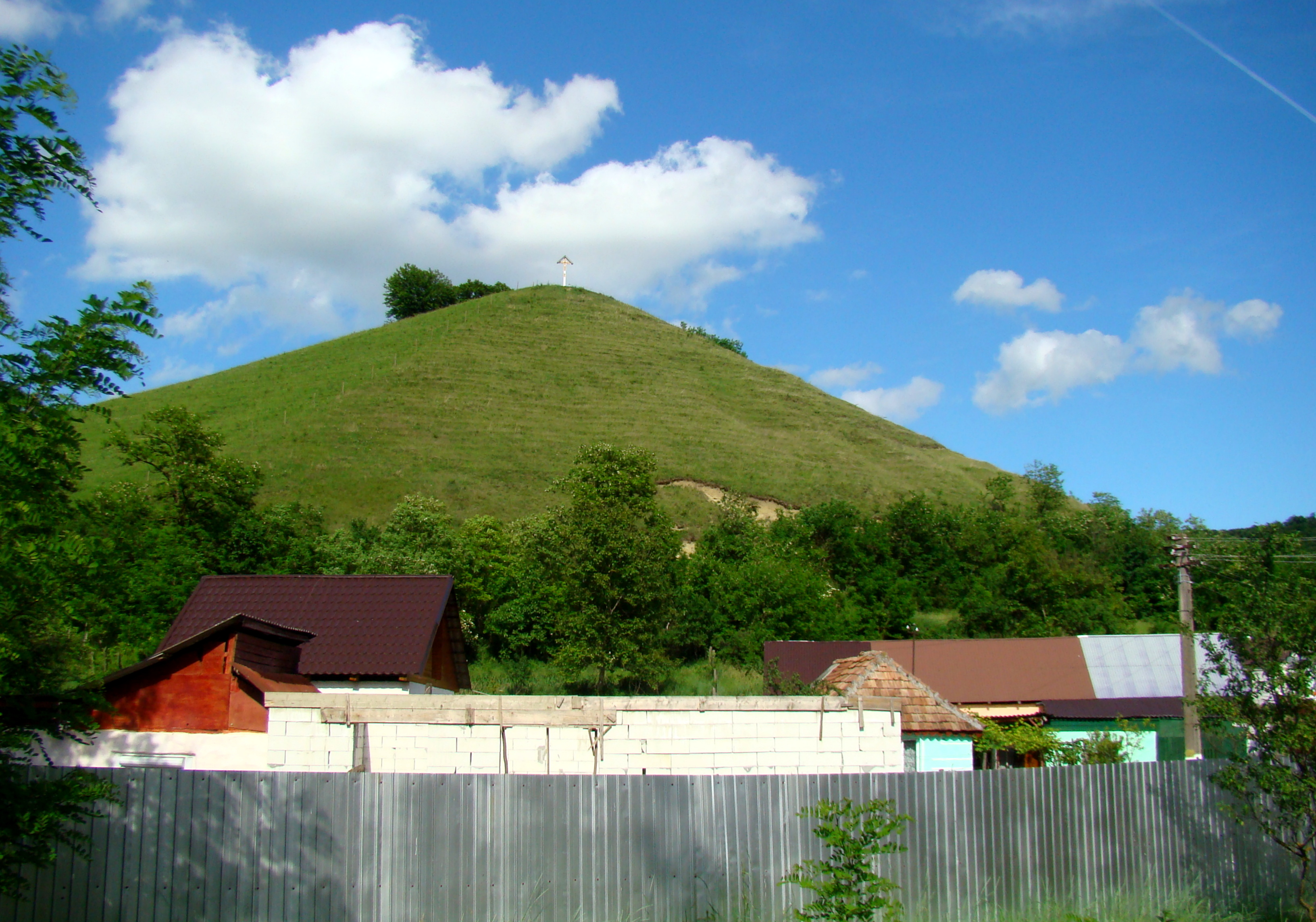
Crucea de pe Dealul Îngerilor

## Parohia ortodoxă
După 1948, când cultul greco-catolic a fost interzis, parohia a rămas vacantă. Comunitatea nu a mai avut o vreme preot propriu, în biserica din Giacăș slujind o dată la trei duminici preotul Almei. Preotul profesor Alexandru Moisiu a slujit ca preot ortodox în Giacăș, în anii 1951-1960. În timpul păstoririi sale a fost înălțată, pe Dealul Îngerilor, o cruce maiestuoasă. Comuniștii au demontat-o. La o săptămână, două, povestește Vergina Galea, a venit vreme grea și a dus căsile pe vale. Toată lumea a zis că de-asta s-a întâmplat, pentru că s-a mișcat crucea. Și ne-am dus noi, muierile, că pe bărbați îi închidea, și am suit-o sus. Și s-a liniștit vremea și de atunci până azi îi tot acolo. Și se suie de Anul Nou și tineretul face foc, aprind lumini la Ziua Crucii și se vede până în  Hodoș . Șirul preoților ortodocși continuă cu Nicolae Balaban (1961-1963), Ioan Duță (1963-1964), Vasile Chelemen (1964-1966). Părintele Ioan Rohan a păstorit comunitatea în anii 1966-1974. În vremea sa a fost construită casa parohială actuală, renovată în repetate rânduri. Preotului Rohan i-au urmat Ioan Mărginean (1974-1983), care a renovat gardul împrejmuitor al bisericii, Nicolae Bergea, de lângă Sibiu, pentru aproape un an, Gheorghe Leontin Stroie (1984-1993) , din 1994 Nicolae Lucian Cișmaș a slujit in biserica ortodoxa pana in anul 2014.El a adus o mare contributie bisericii prin proiecte de reconditionare si amenajare si a pus planurile unui proiect pentru pictarea bisericii . Din anul 2014 pana in 2021 preot paroh a fost parintele Nicolae Bian. Din 2021 până în prezent (2025), parohia este păstorită de preotul Mihai-Ovidiu Lomnășan din Sibiu. 

## Imagini

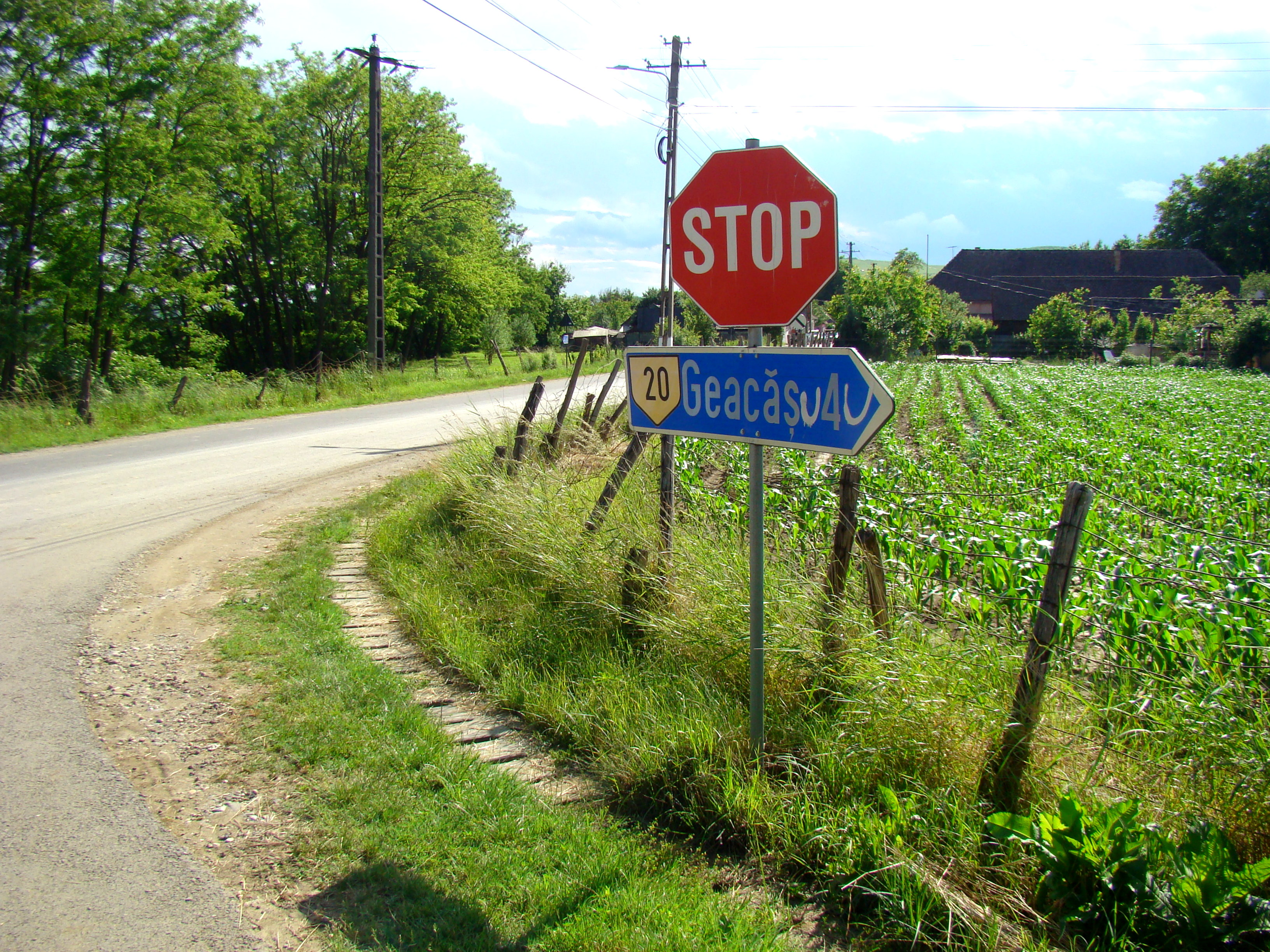
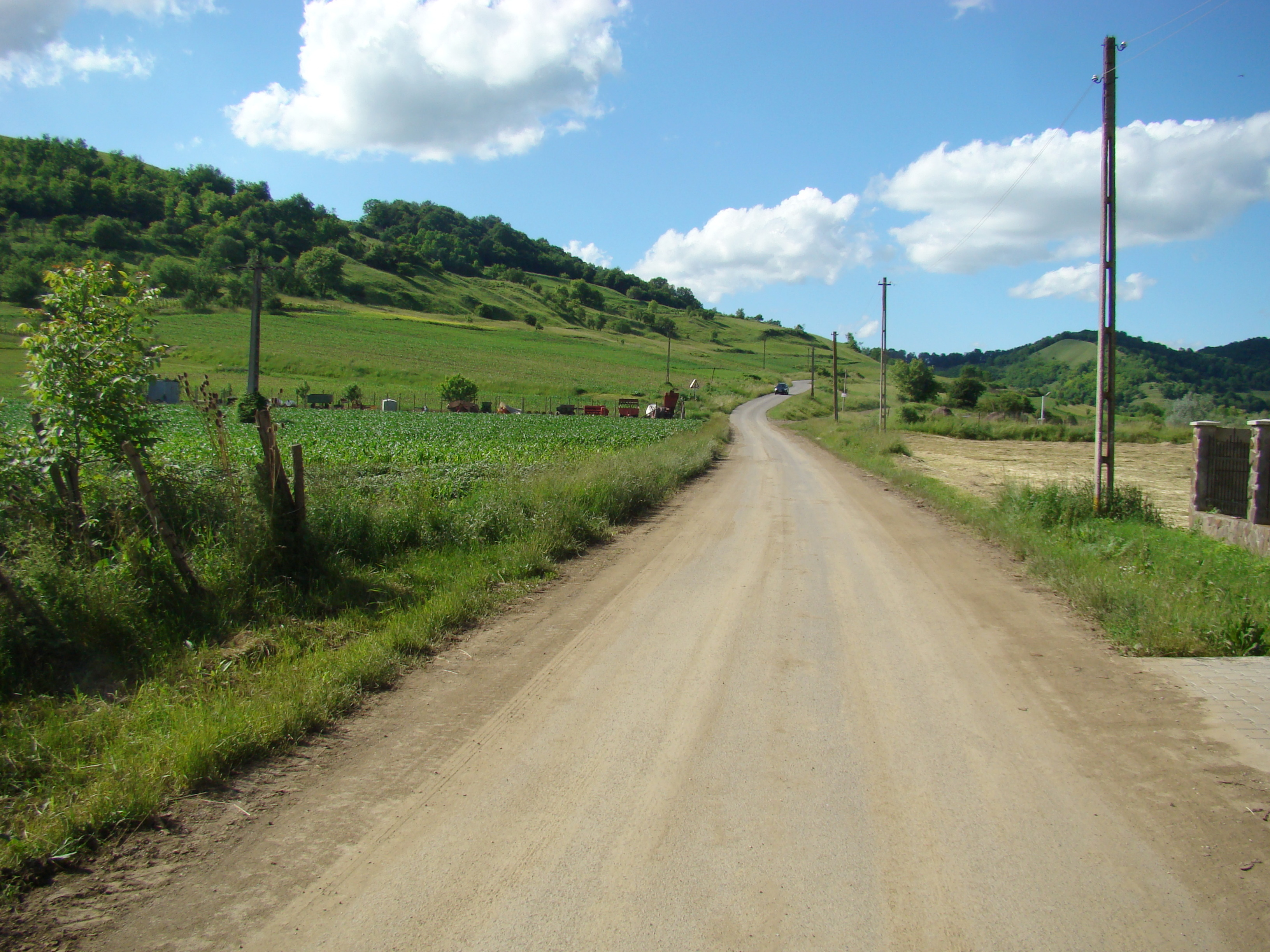
DC 20 spre Giacăș
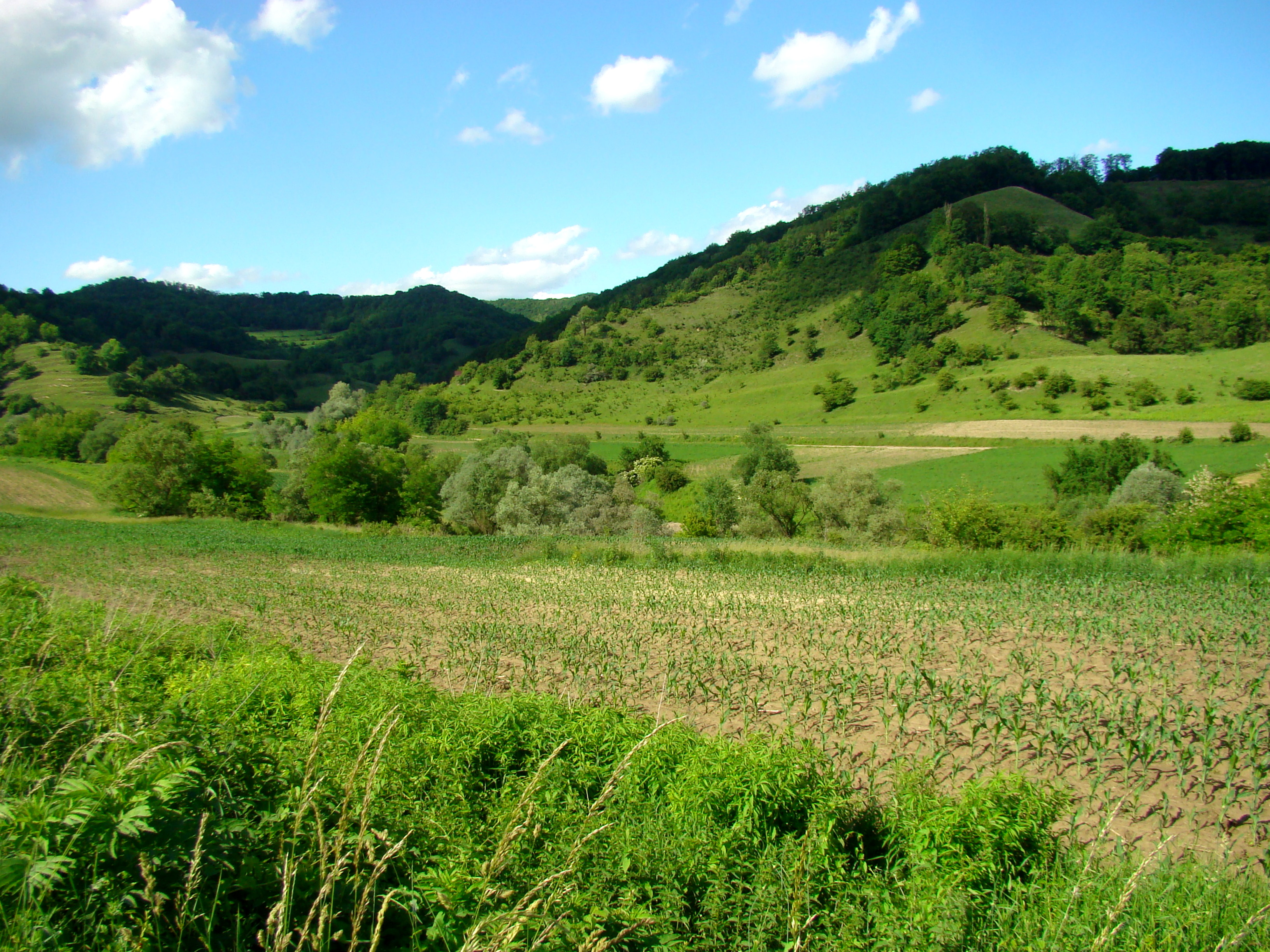
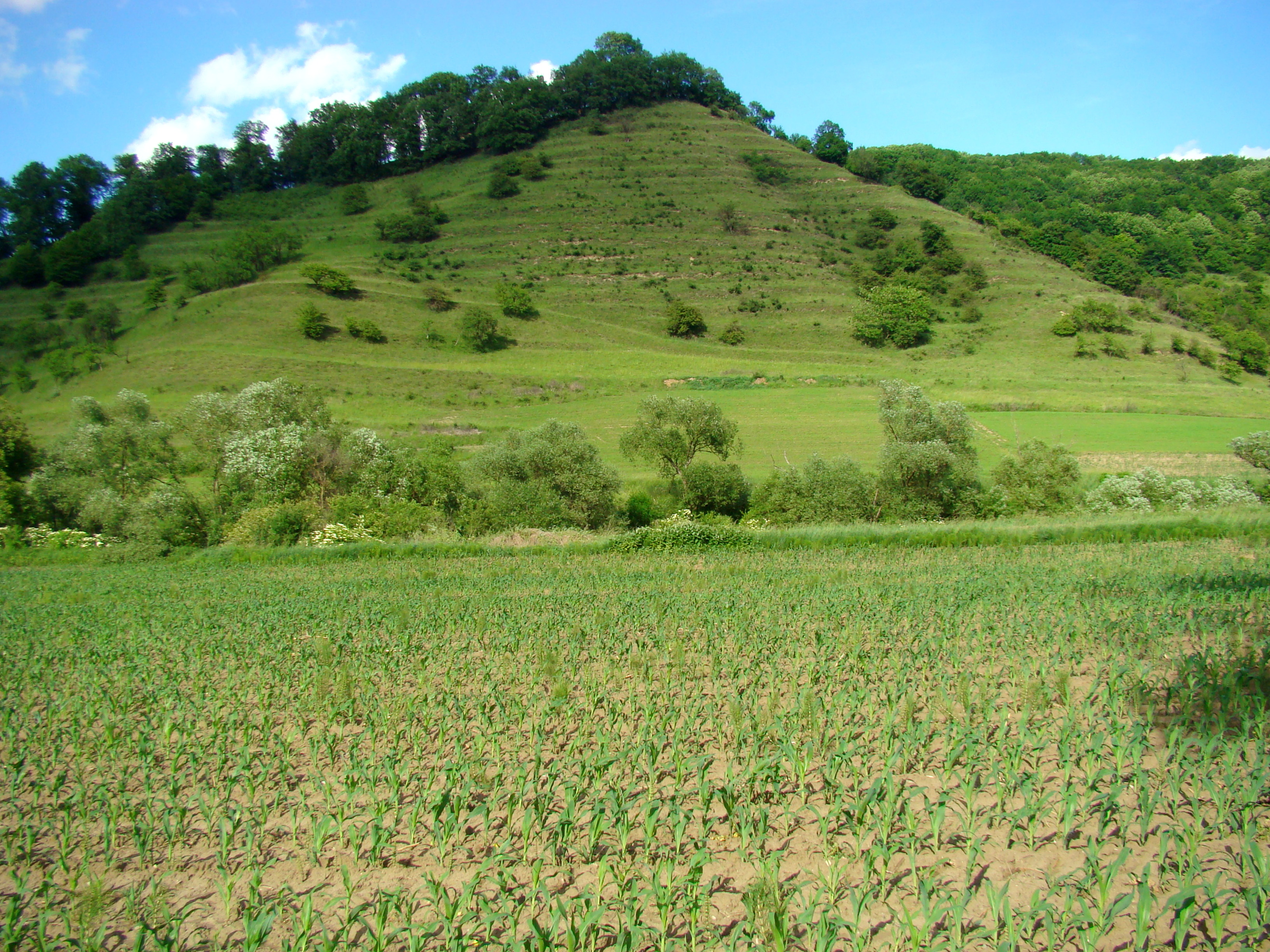
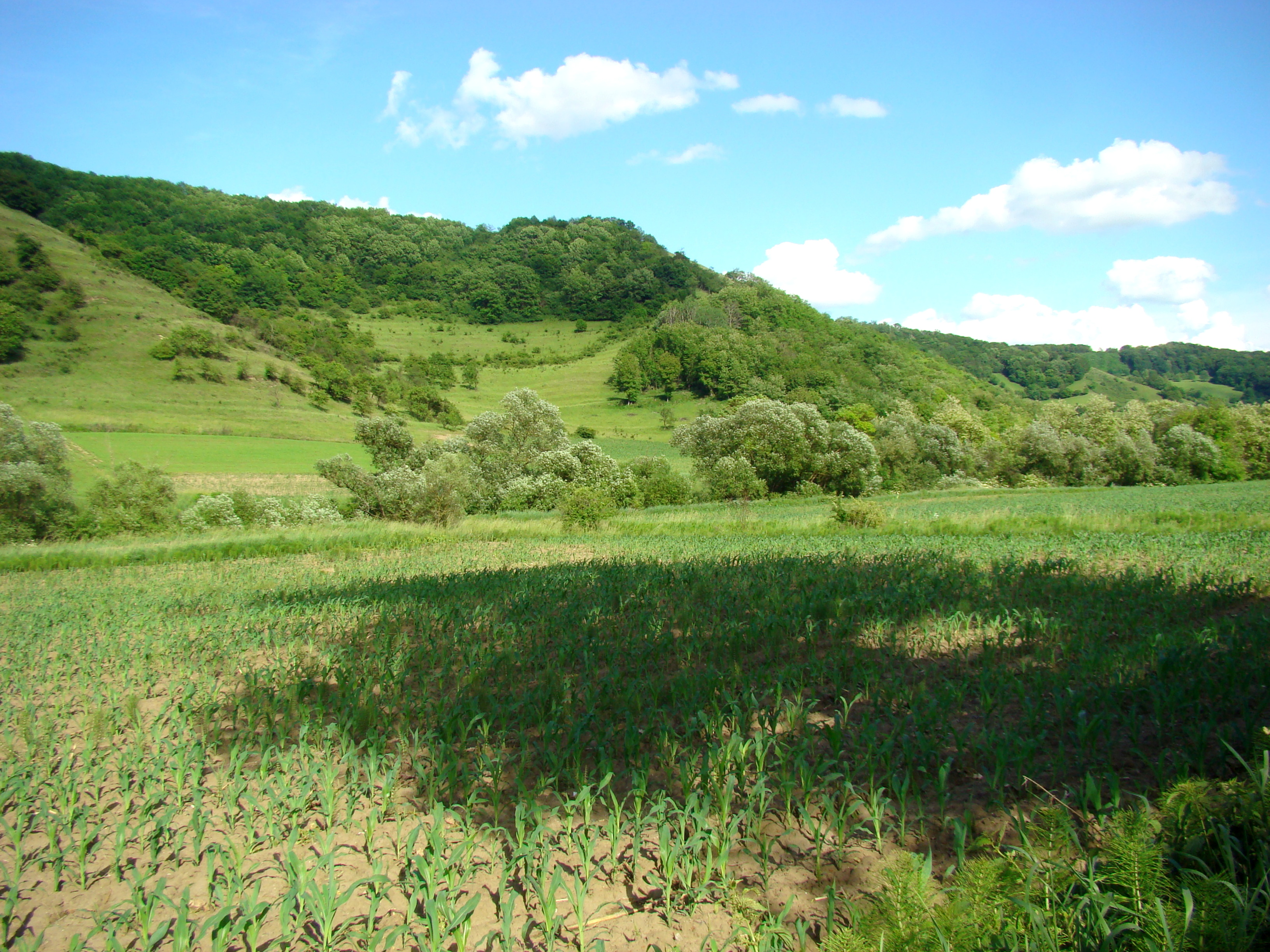
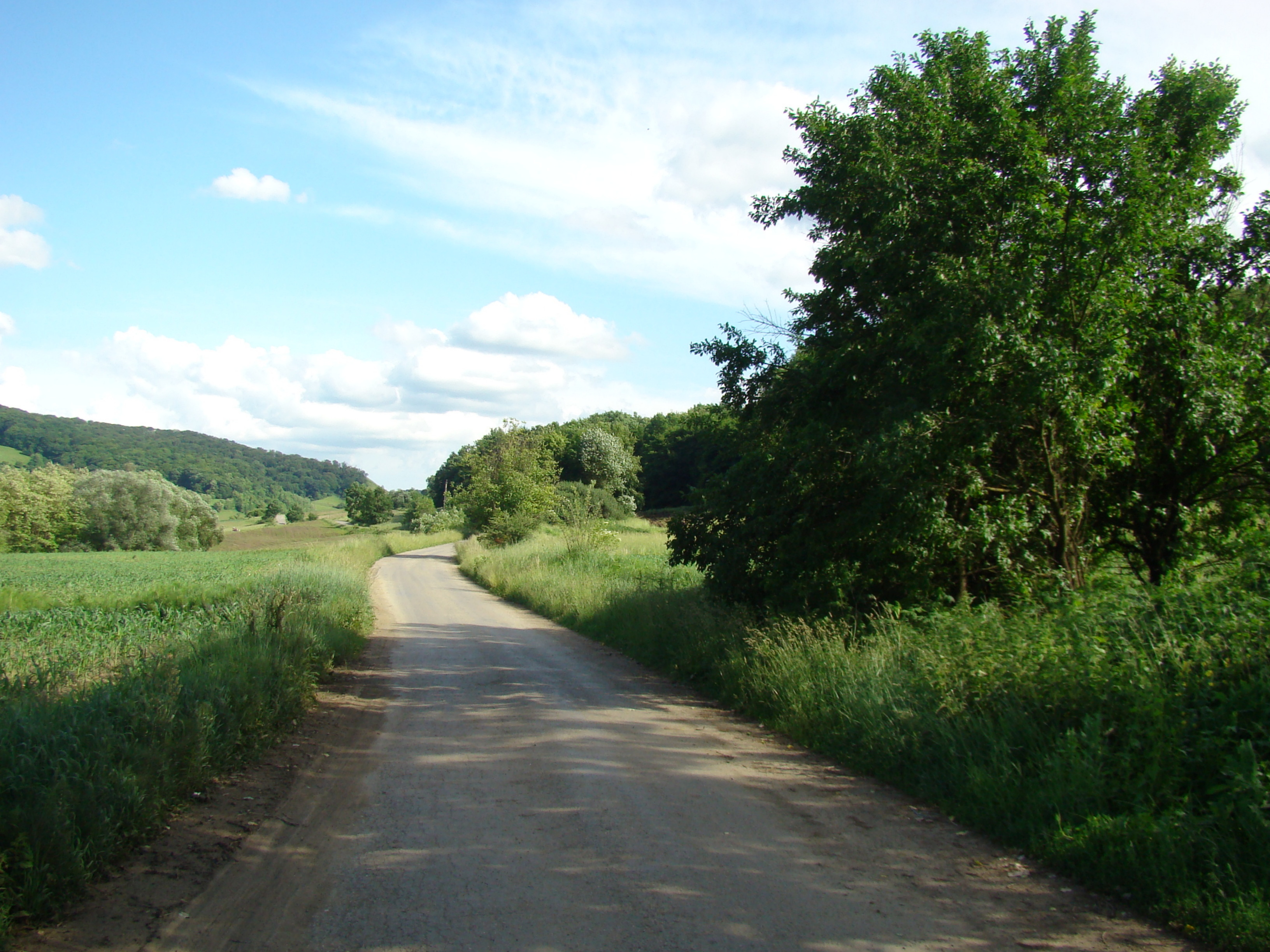
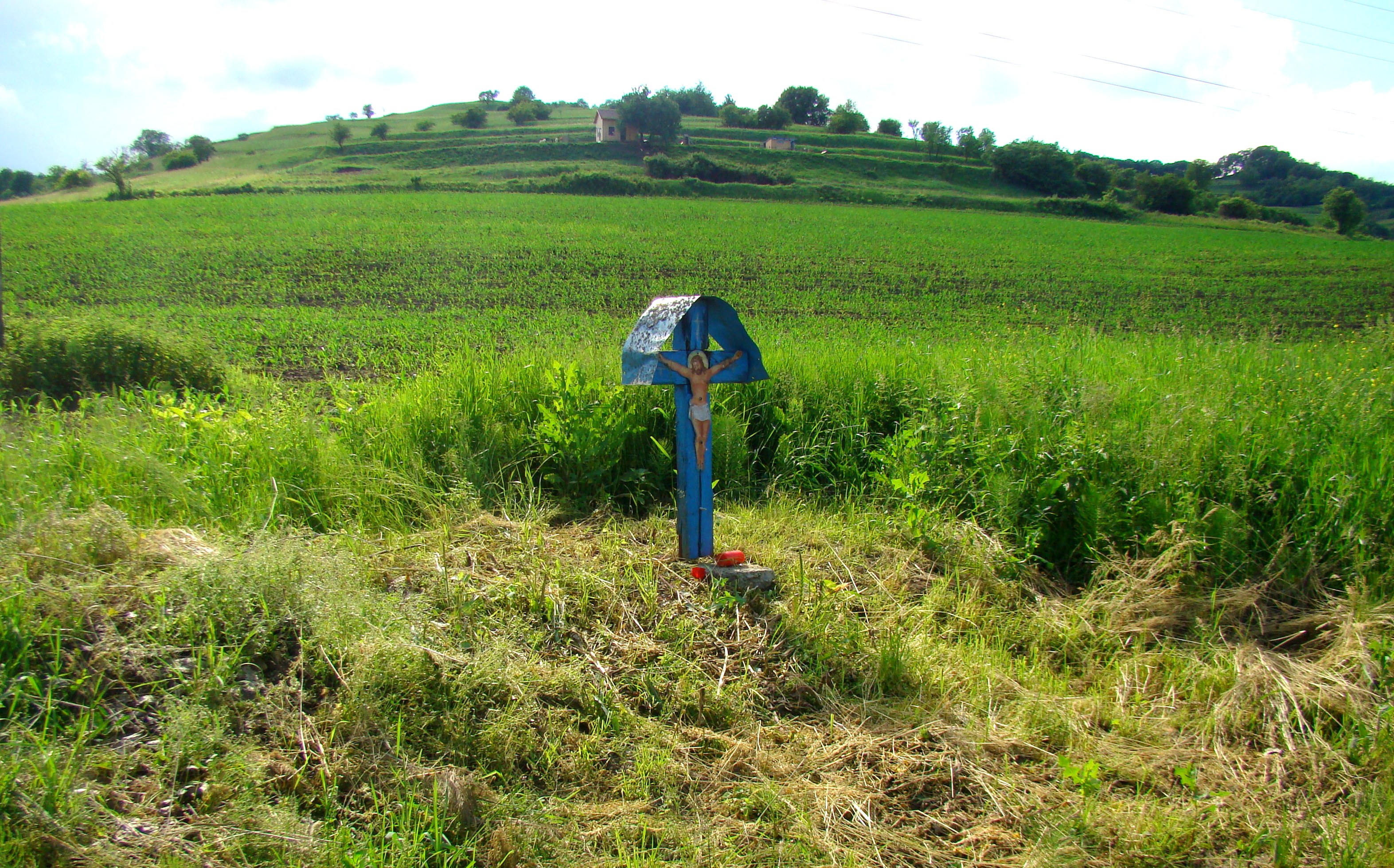
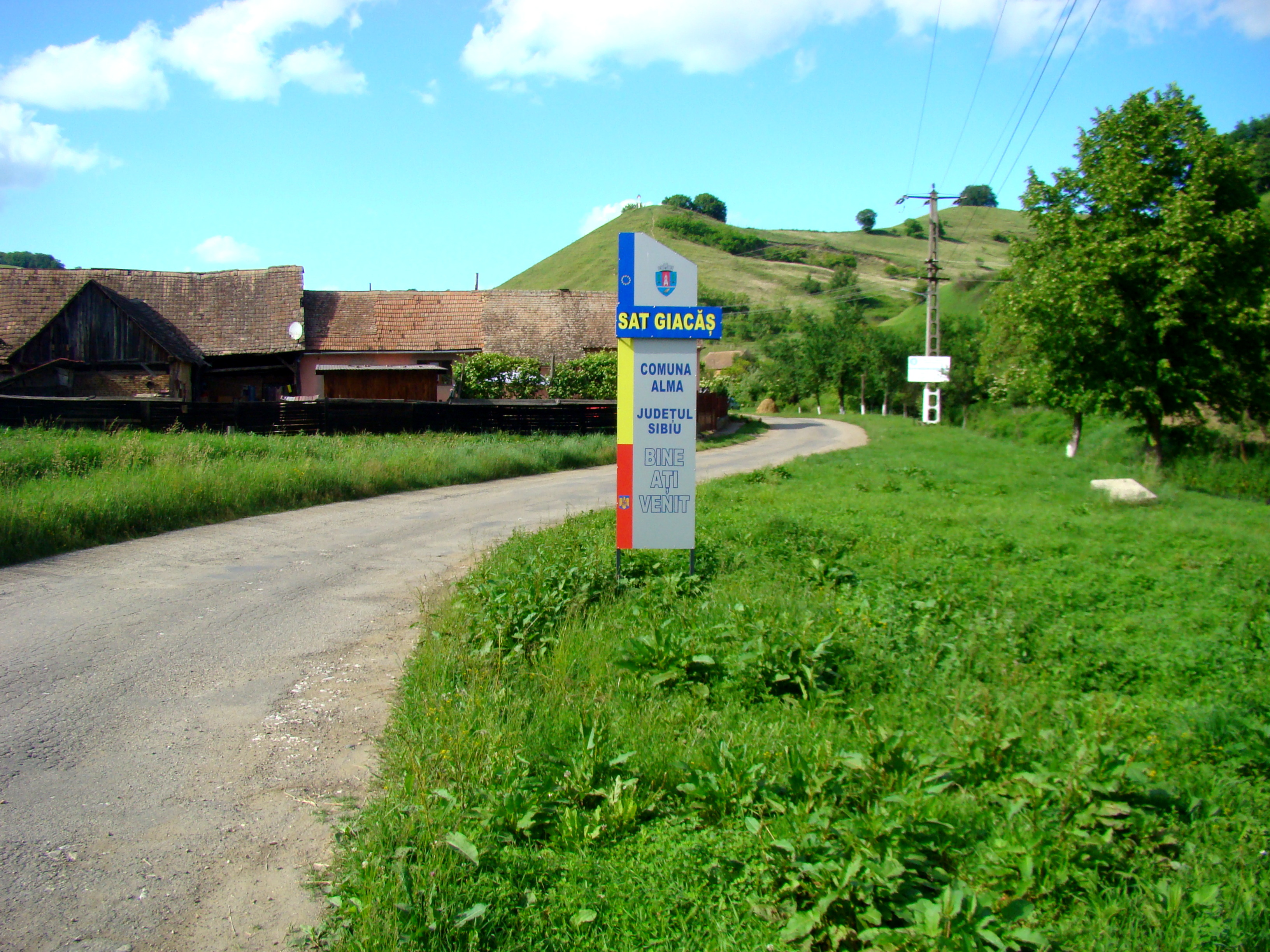
Intrarea în localitate
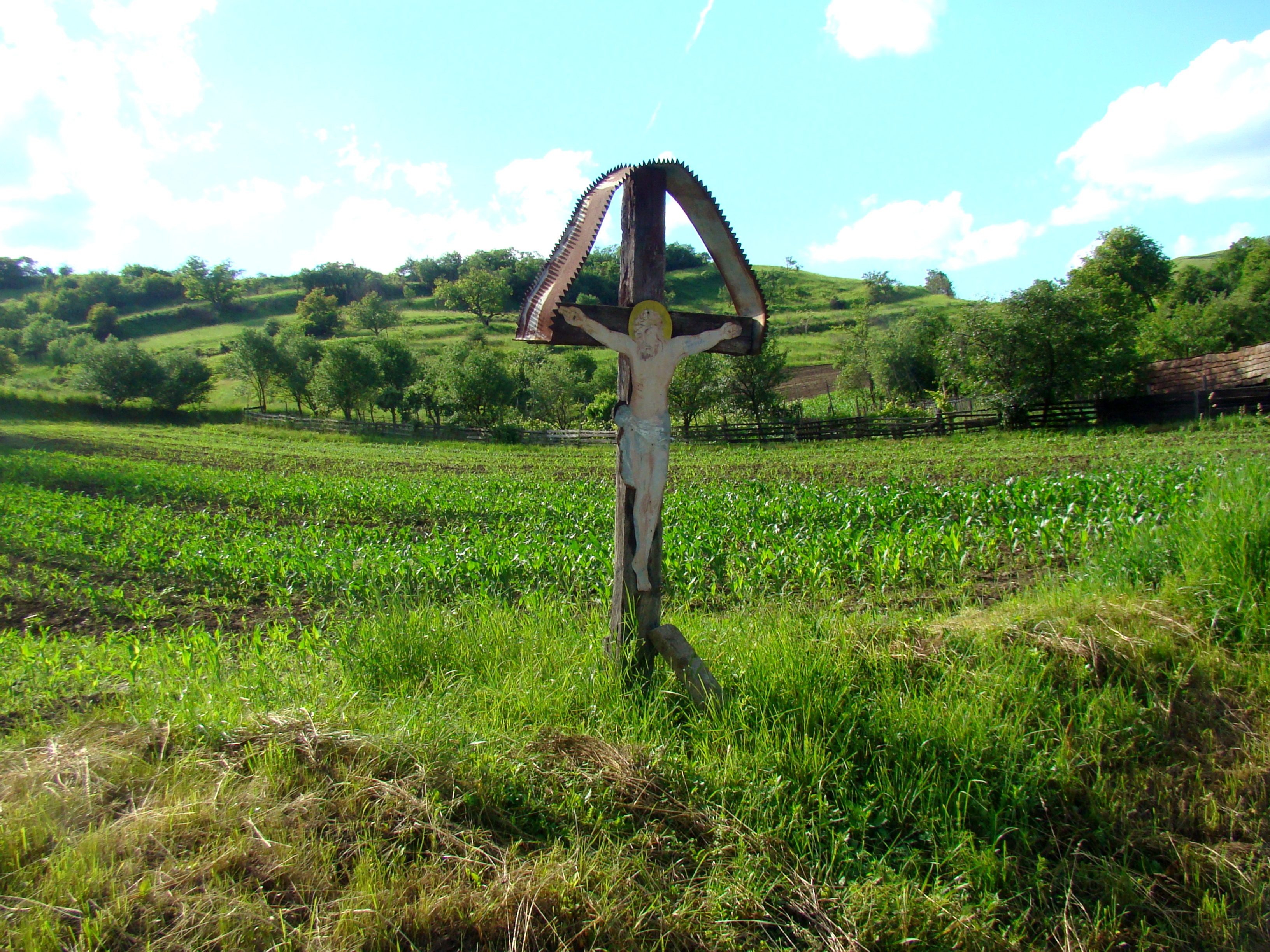
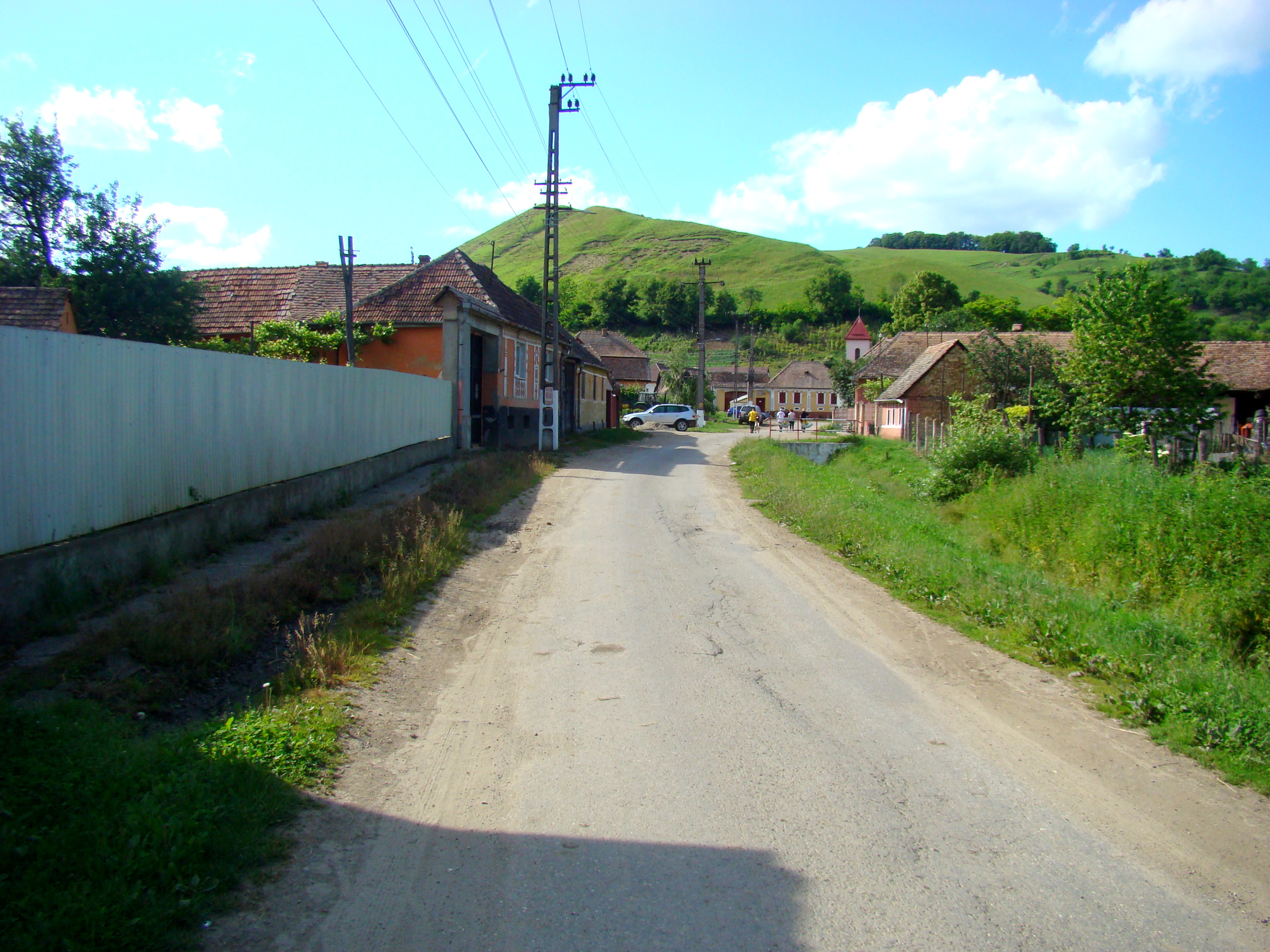
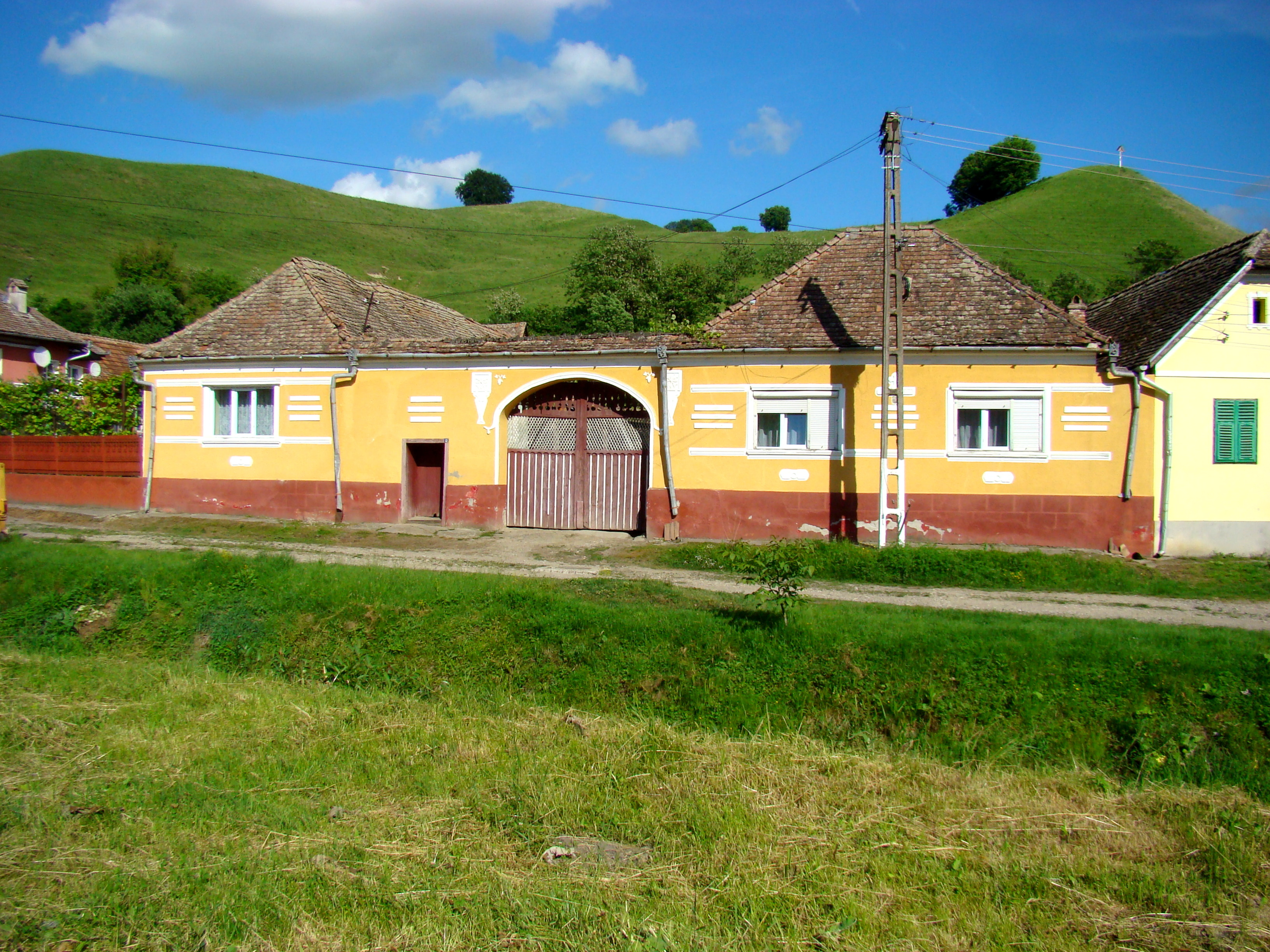
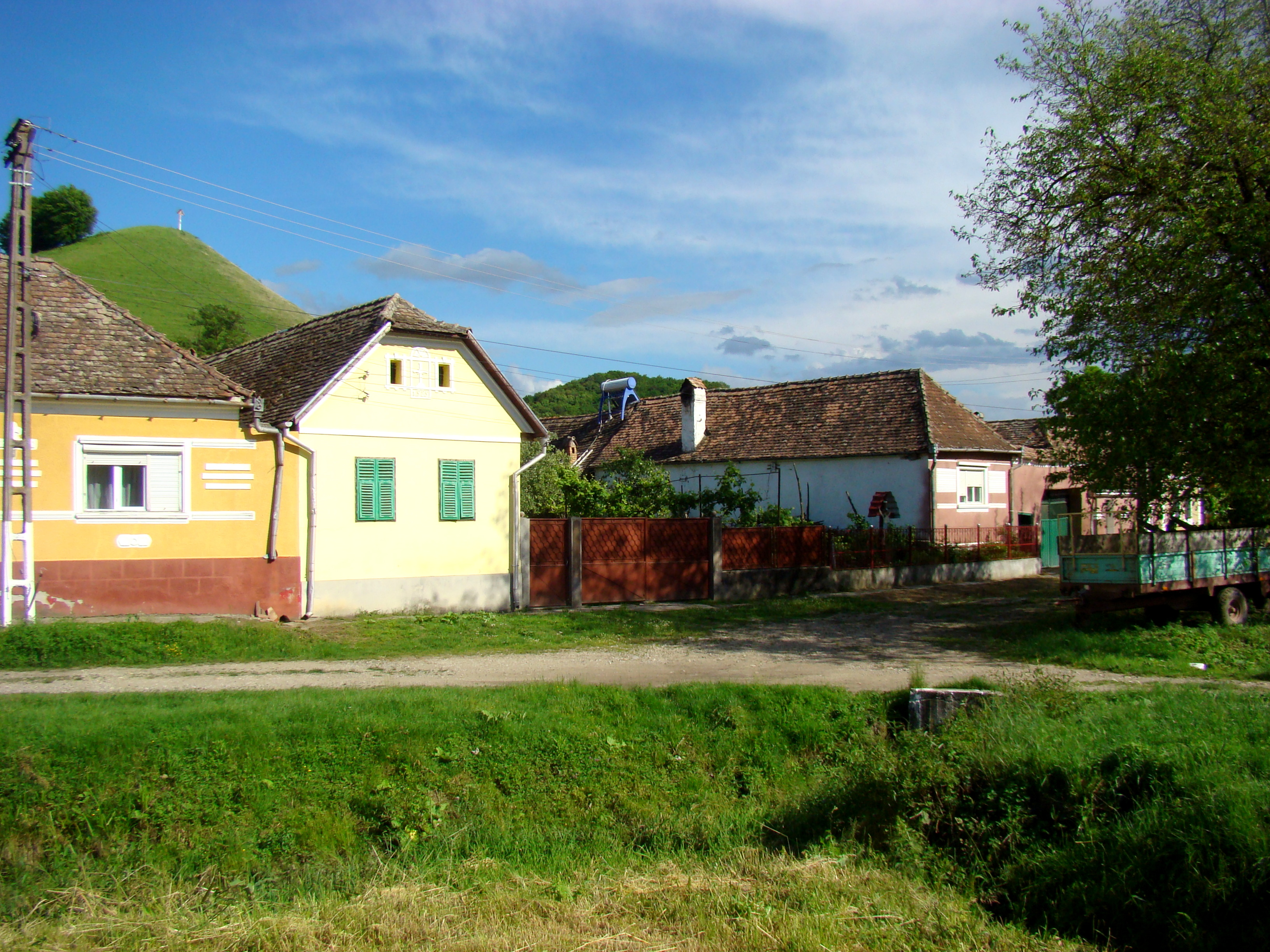
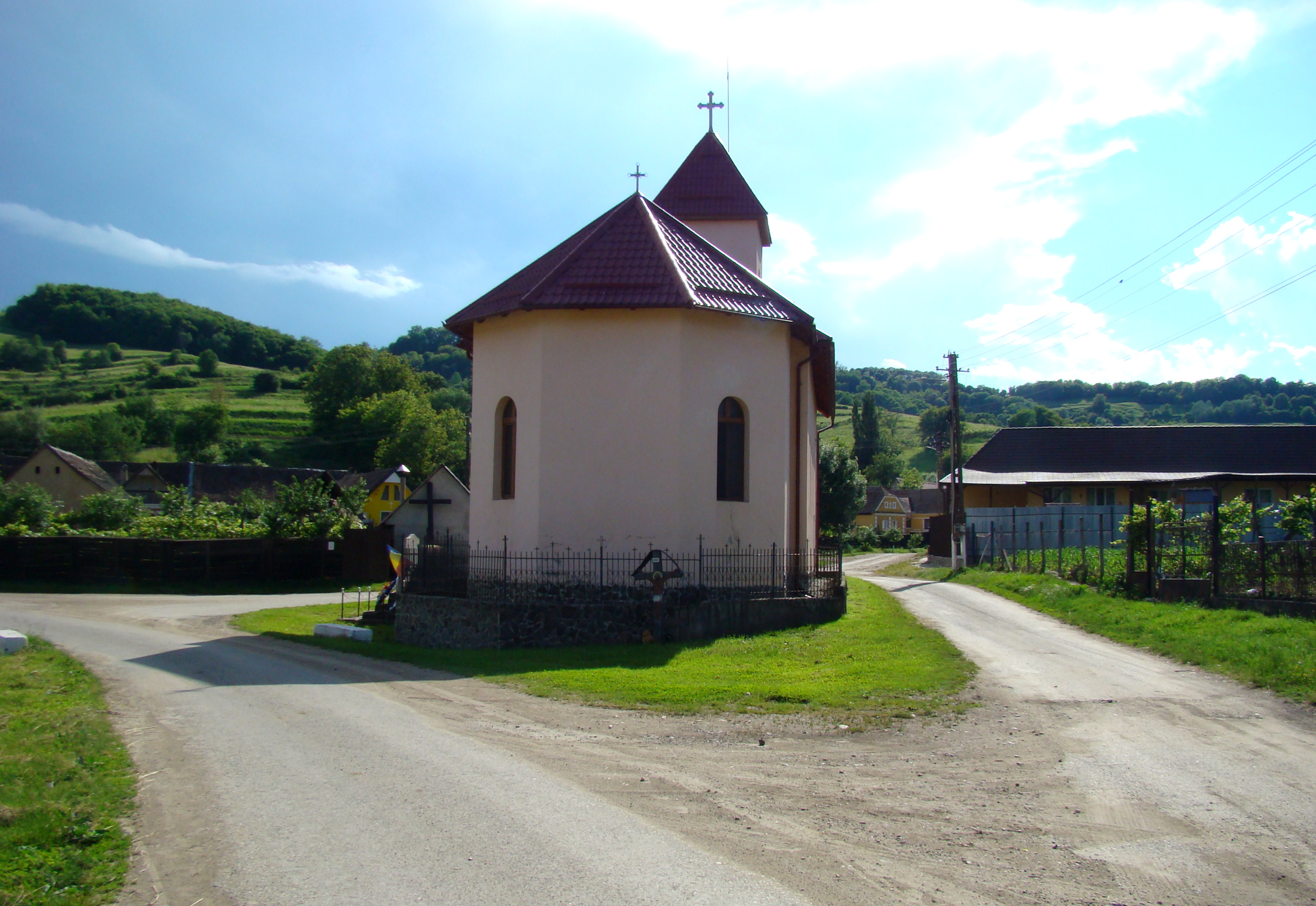
Biserica „Sfinții Arhangheli” (fostă luterană, renovată și transformată)
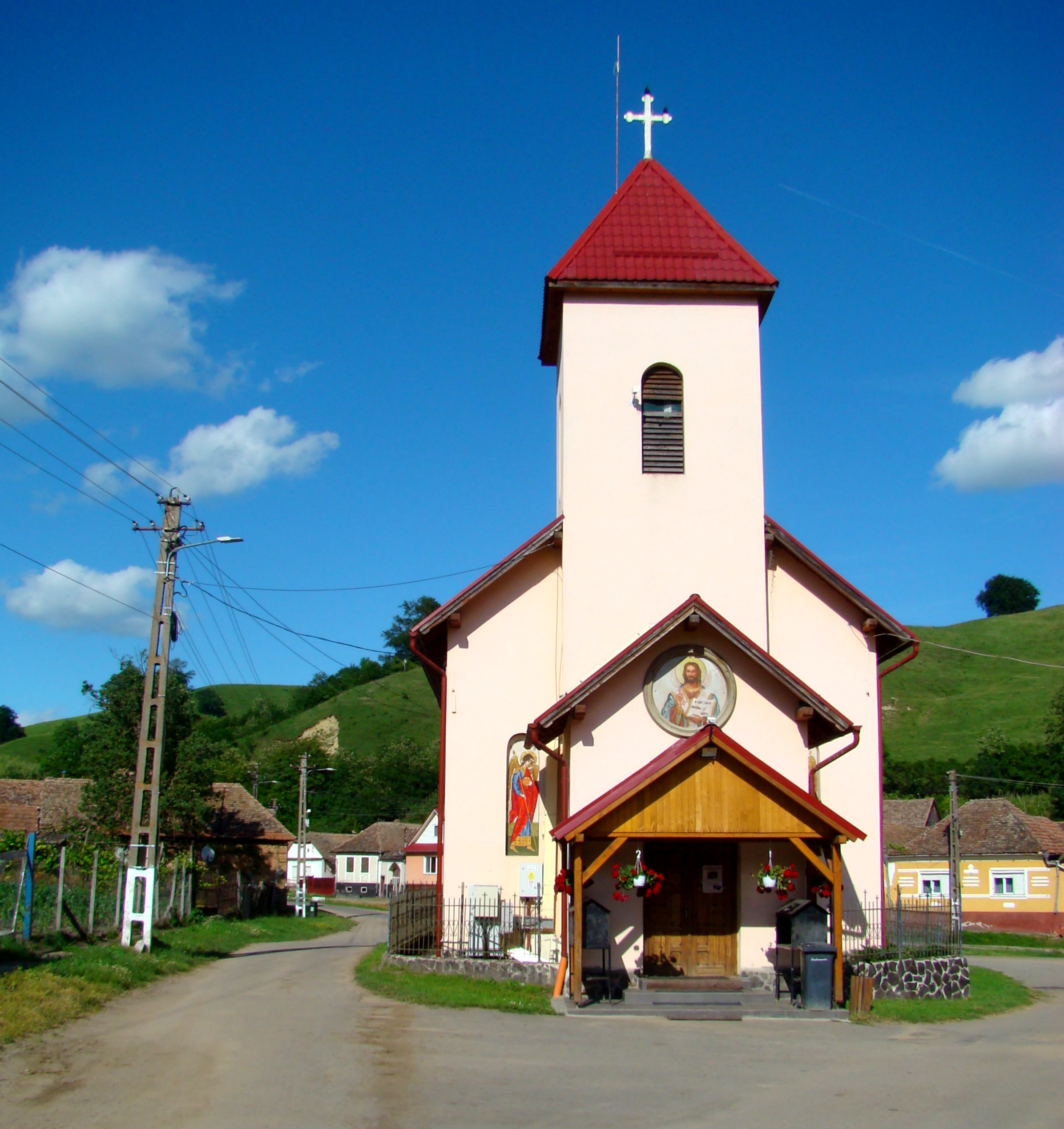
Biserica „Sfinții Arhangheli” (fostă luterană, renovată și transformată)
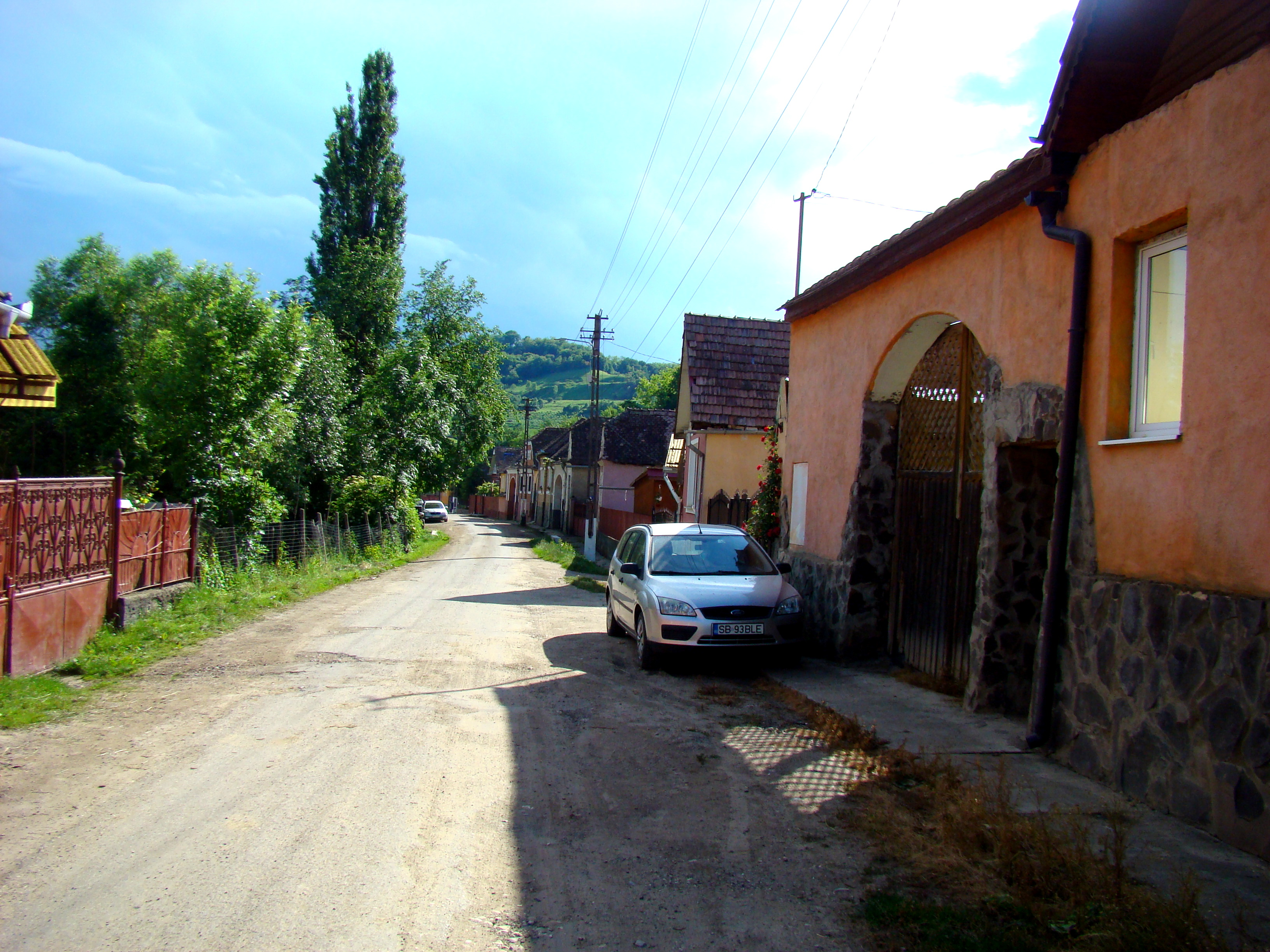
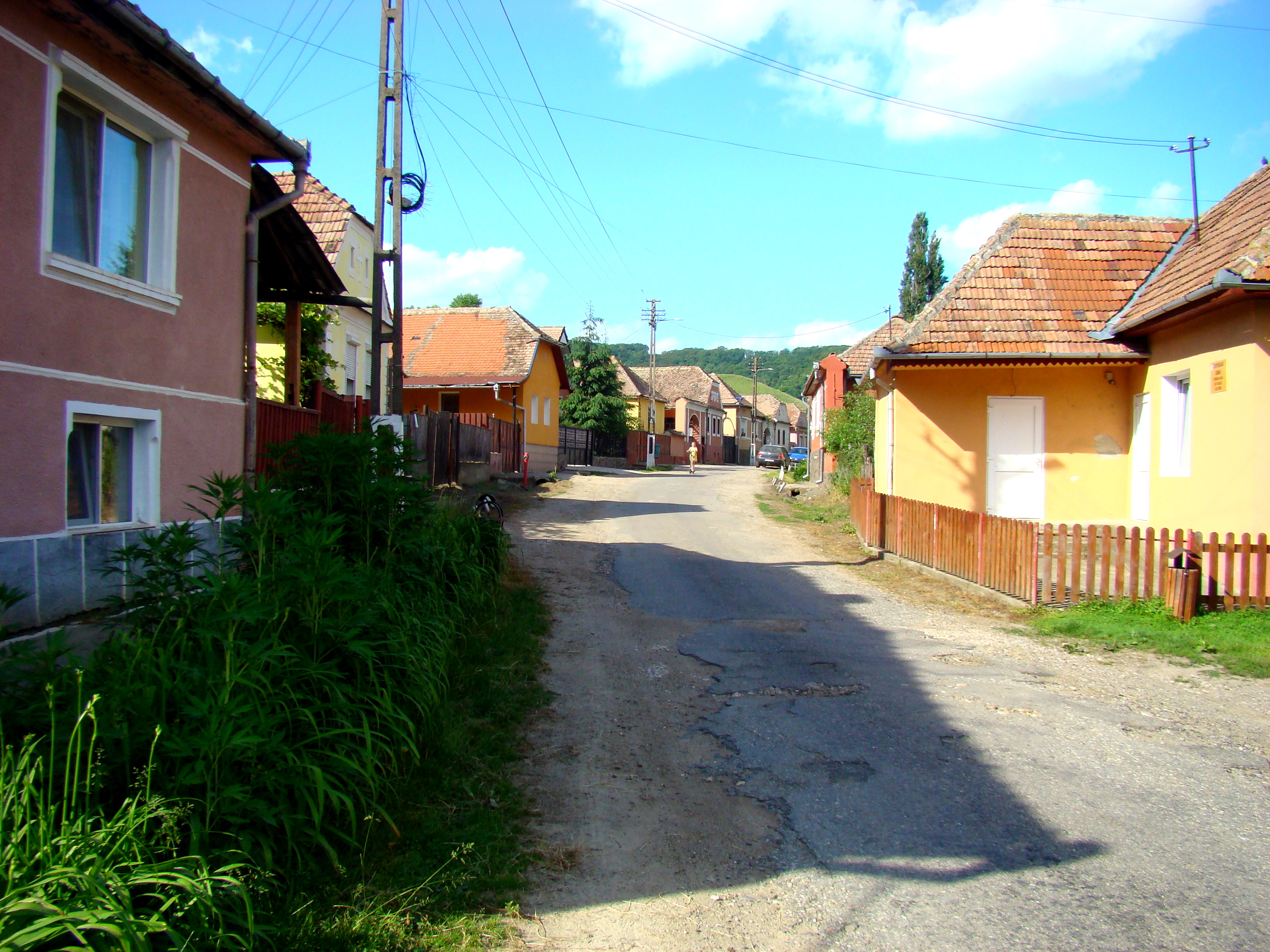
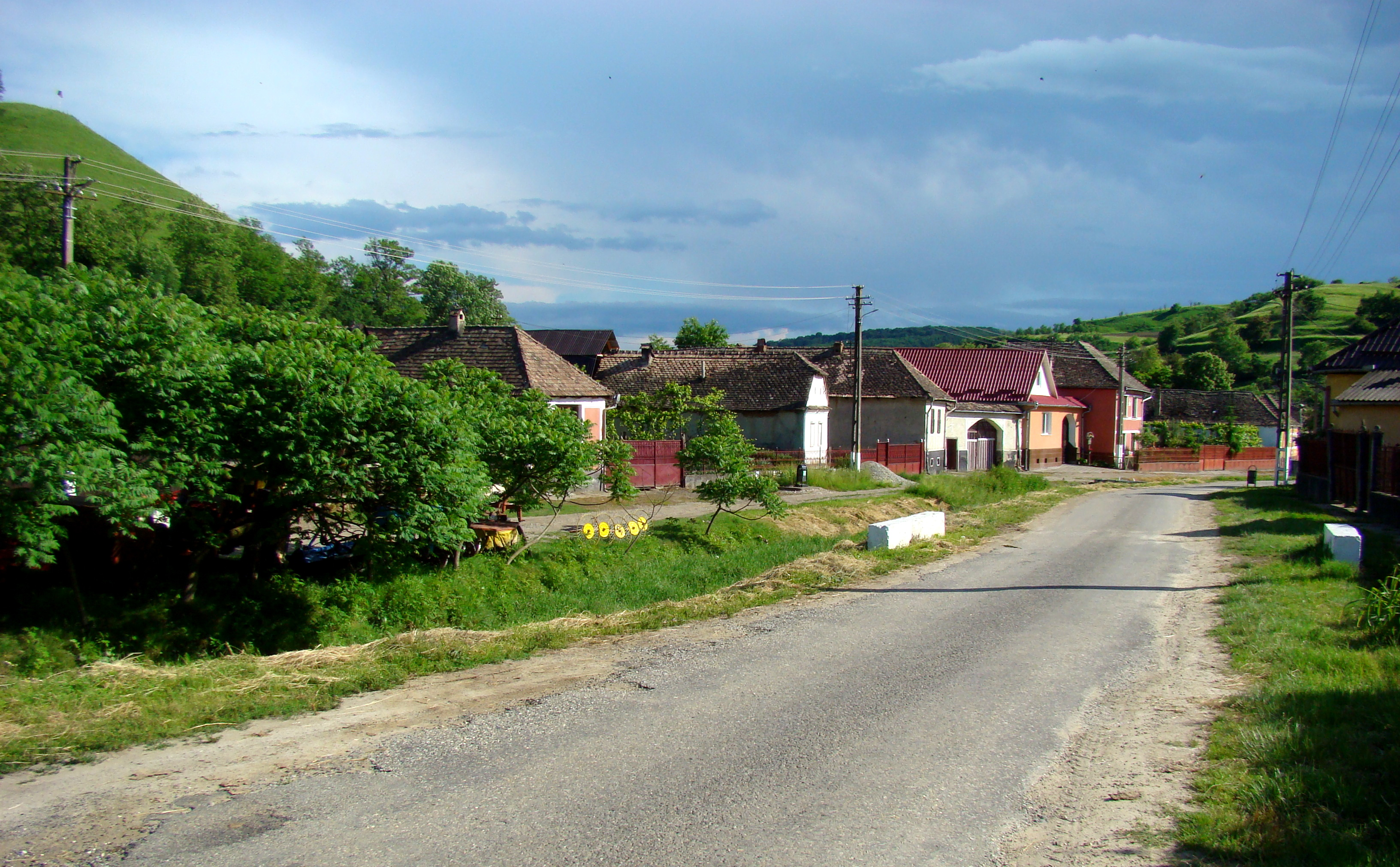
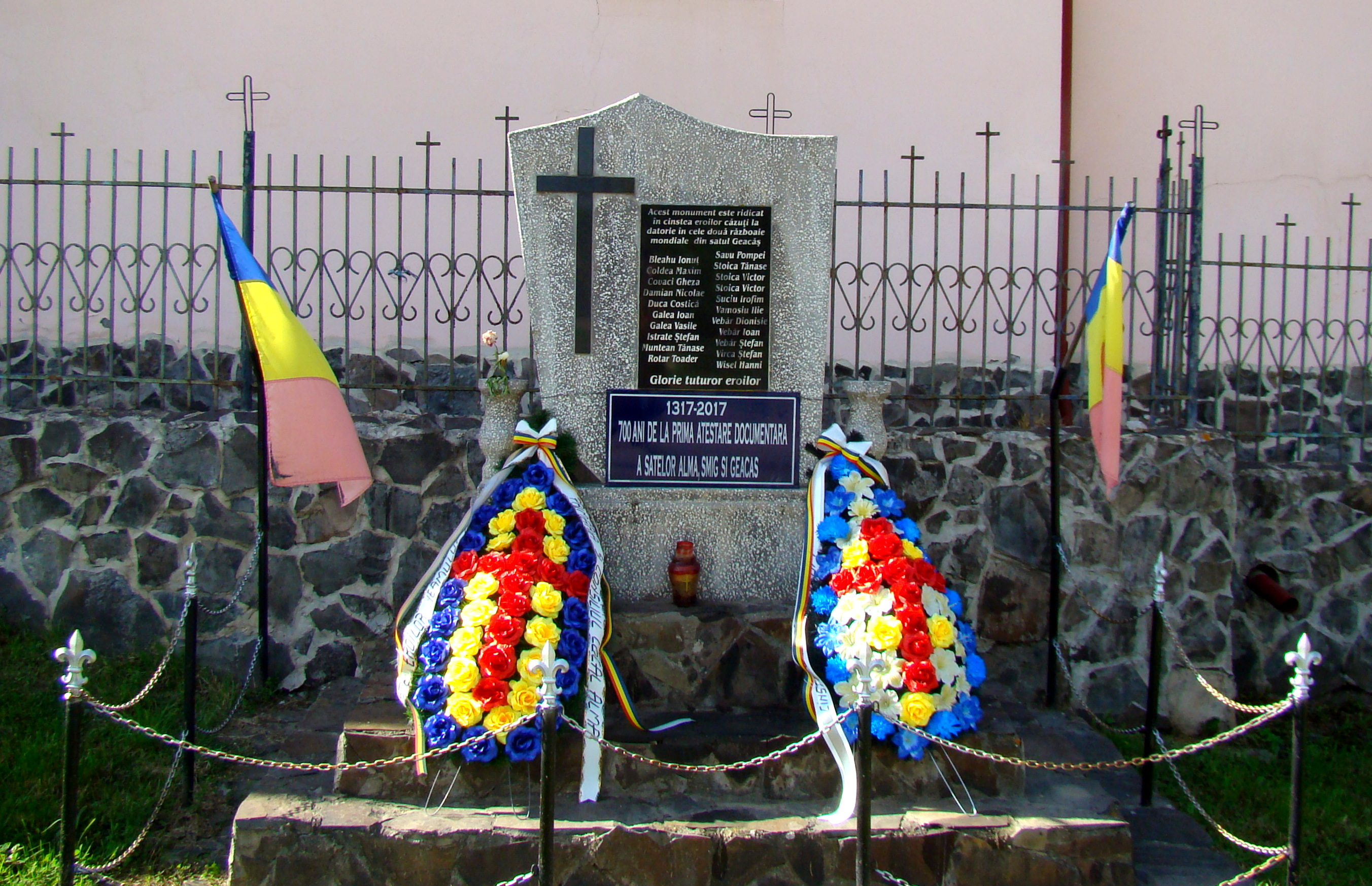
Monumentul Eroilor
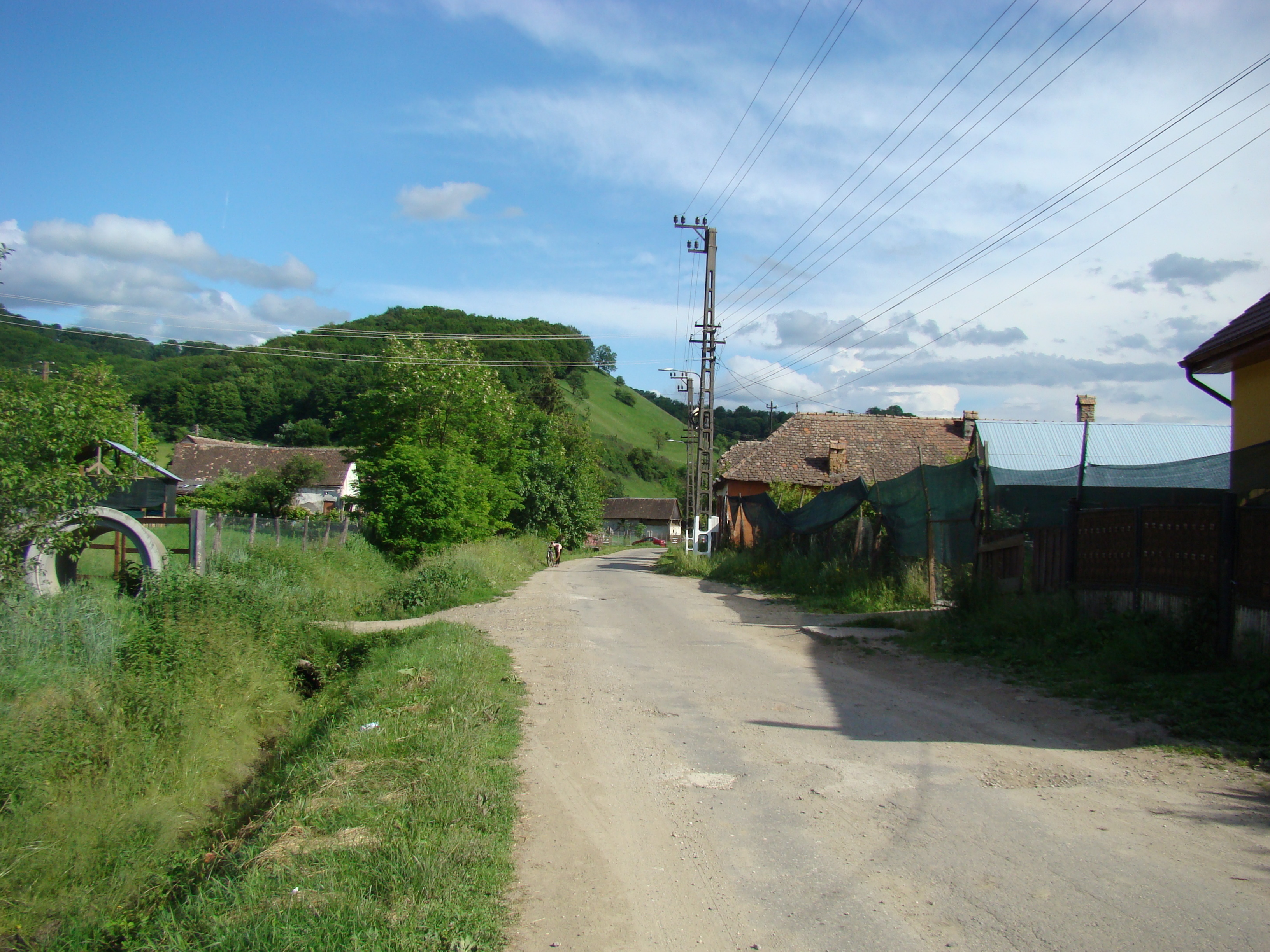
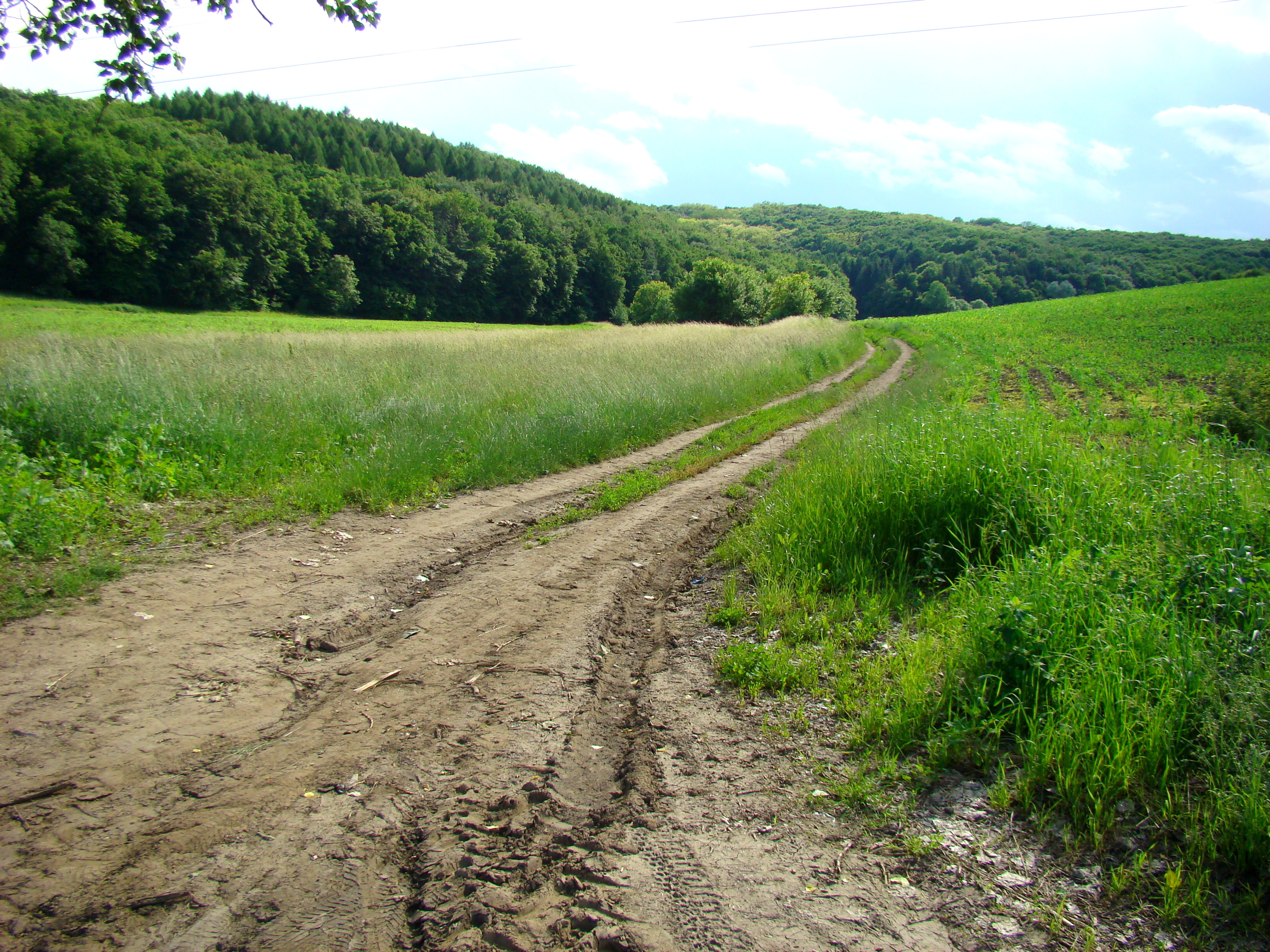
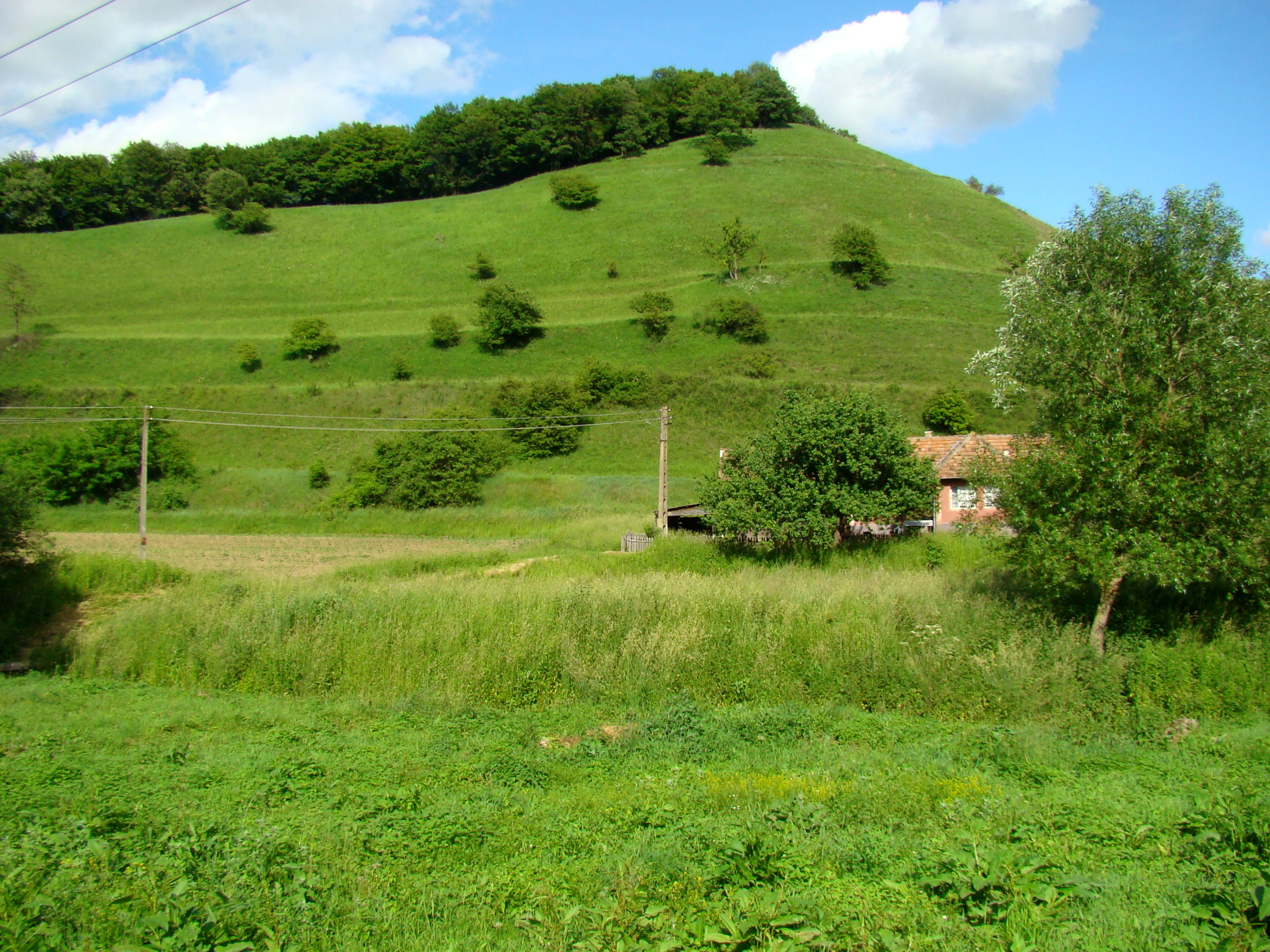
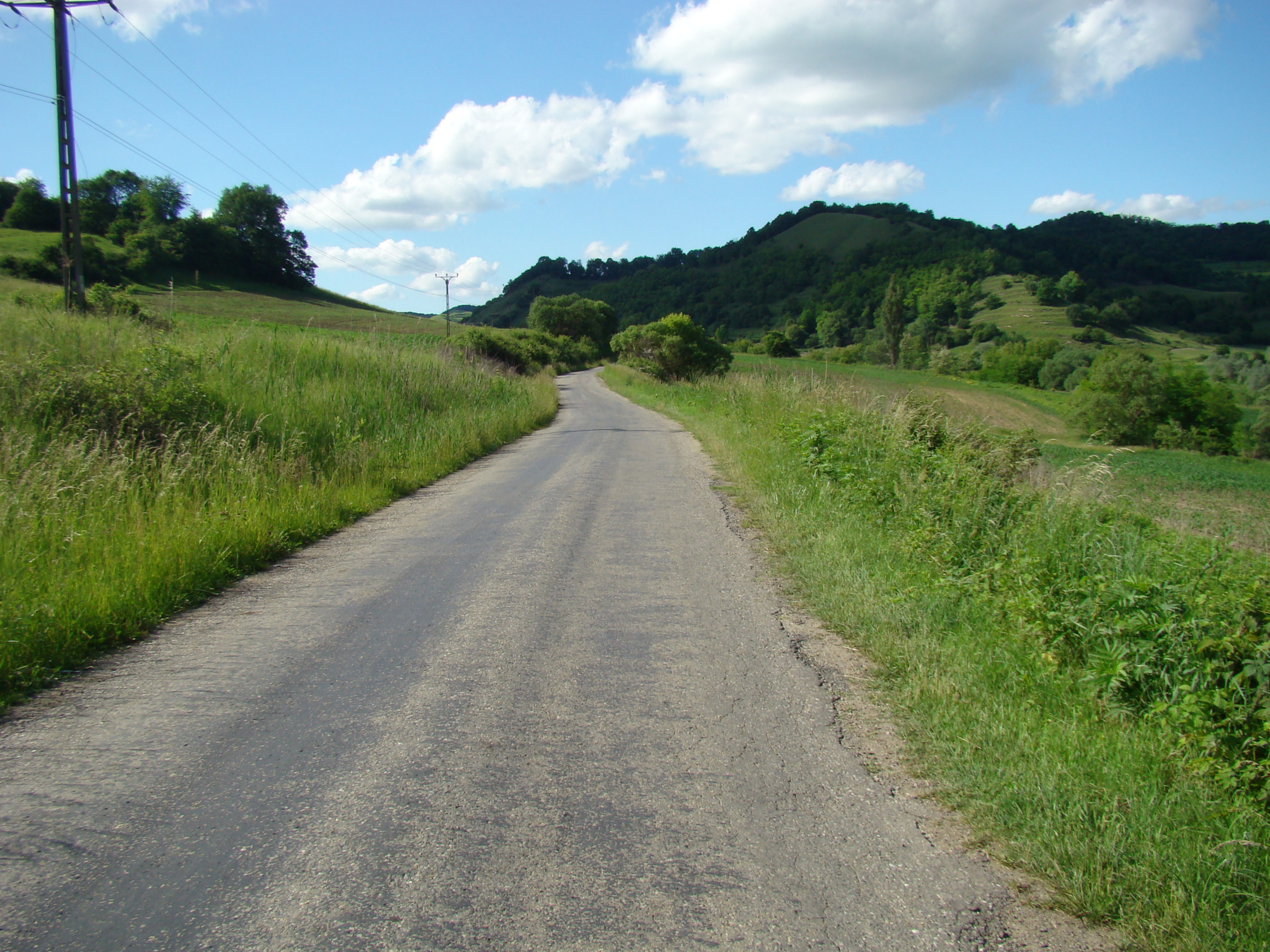